# Великая хартия вольностей
Вели́кая ха́ртия во́льностей (лат. Magna Carta, также Magna Charta Libertatum) — политико-правовой документ, составленный в июне 1215 года на основе требований английской знати к королю Иоанну Безземельному и защищавший ряд юридических прав и привилегий свободного населения средневековой Англии. Состоит из 63 статей, регулировавших вопросы налогов, сборов и феодальных повинностей, судоустройства и судопроизводства, прав английской церкви, городов и купцов, наследственного права и опеки. Ряд статей Хартии содержал правила, целью которых было ограничение королевской власти путём введения в политическую систему страны особых государственных органов — общего совета королевства и комитета двадцати пяти баронов, обладавшего полномочиями предпринимать действия по принуждению короля к восстановлению нарушенных прав; в силу этого данные статьи получили название конституционных.
Великая хартия вольностей появилась на волне глубокого обострения социально-политических противоречий, причиной которых стали многочисленные случаи злоупотреблений со стороны короны. Непосредственному принятию Хартии предшествовало масштабное противостояние короля и английских баронов, поддержанных всеми свободными сословиями. Несмотря на то, что Иоанн Безземельный, вынужденный утвердить Хартию, вскоре отказался от её исполнения, впоследствии ряд её положений в том или ином виде неоднократно был подтверждён другими английскими монархами. В настоящее время продолжают действовать четыре статьи Хартии, в связи с чем она признается старейшей частью некодифицированной британской конституции.
Изначально Великая хартия вольностей носила консервативный характер: в большинстве статей она закрепляла, упорядочивала и уточняла общепризнанные и устоявшиеся нормы обычного феодального права. Однако, преследуя защиту феодальных интересов, нормы Хартии использовали ряд прогрессивных принципов — соответствия действий должностных лиц закону, соразмерности деяния и наказания, признания виновным только в судебном порядке, неприкосновенности имущества, свободы покинуть страну и возвратиться в неё и других гарантий. В период подготовки и проведения Английской революции Хартия приобрела значение символа политической свободы, став знаменем борьбы англичан против королевского деспотизма и фундаментом Петиции о праве и других конституционных документов, а провозглашённые ею гарантии недопущения нарушений прав английских подданных оказали влияние на становление и развитие института прав человека.

## Общественный строй Англии в XII—XIII веках
К XIII веку в ранненормандской Англии складывается феодальное общество. К числу свободных сословий английского общества относились знать, духовенство, горожане и свободные крестьяне (фригольдеры); кроме того, существовали зависимые крестьяне — вилланы. Среди светских феодалов главенствующее место принадлежало представителям знати, так называемым старшим баронам (лат. barones majores); они были непосредственными вассалами короля и играли важную роль в организации военных сил, выступая во главе дружин. В вассальной зависимости от крупных баронов находились средние и мелкие феодалы — рыцари. В 1086 году Вильгельм I Завоеватель потребовал от всех свободных землевладельцев страны принесения ему присяги верности, а также объявил себя верховным собственником всей земли; эта присяга сделала феодалов всех рангов вассалами короля, обязанными нести в его пользу военную службу.
К этому времени также сформировалось английское феодальное право как система определённых обычно-правовых норм о правах и обязанностях сюзеренов (сеньоров) и их вассалов, начиная с верховного сюзерена — короля и его непосредственных держателей (лат. tenantes in capite); устанавливается и совокупность норм, регулирующих отношения зависимых вилланов и их лордов в рамках манора. Феодальное право включало в себя следующие элементы: право вассала на долю в феоде, которое не могло быть произвольно отчуждено; право сеньора требовать от своих вассалов несения военной службы либо выплат особых денежных сумм — щитовых денег, а также личной денежной помощи в случае исключительных обстоятельств (лат. auxilium); право сеньора взимать особый налог при наследовании земли (рельеф). Ленное право объединялось с правом ленной опеки над несовершеннолетними наследниками вассалов, в том числе с влиянием на заключение ими брака и т. д. При этом сеньориально-вассальные отношения могли быть прекращены путём процедуры «отзыва верности» (лат. diffidatio), если одна из сторон нарушила свои обязанности, причинив при этом другой стороне серьёзный ущерб. Важным принципом европейского и, в частности, английского феодального права являлся принцип коллективного правосудия, что предполагало особую повинность каждого вассала участвовать в «суде равных» своего лорда.

## Политическая борьба в Англии в XI — начале XIII века. Первые хартии вольностей

### Противостояние королевской власти и феодалов
Особенностью политической истории Англии в период после нормандского завоевания является противостояние между королём и феодальной знатью. Политика королей, начиная с Вильгельма Завоевателя, была направлена на централизацию и значительное усиление государственной власти — политической, судебной, военной и фискальной; это было обусловлено необходимостью как завоевания и подчинения англосаксонского населения, так и расширения социальной базы власти (последнее выражалось, в частности, в некоторых уступках мелким и средним феодалам, а также населению городов). Усиление королевской власти неизбежно вызывало недовольство крупных нормандских феодалов — баронов, осевших в завоёванной Англии: они продолжали видеть в короле лишь феодального сюзерена, и отношение к ним со стороны королевской власти как к подданным, обязанным ей повиноваться, воспринималось баронами как незаконное посягательство на их права и привилегии.
Уже в период правления Вильгельма средневековые хроники отмечают два баронских мятежа — в 1075 и 1078 годах; целью мятежников было ослабление королевской власти и возврат к временам феодальной раздробленности — в Англии предполагалось восстановить всё в таком виде, как было при Эдуарде Исповеднике, что означало фактический раздел страны на три части. Вильгельм разделался с заговорщиками, однако баронские выступления продолжились при его преемнике — Вильгельме II Рыжем, политика которого отличалась многочисленными нарушениями прав английских подданных. В частности, злоупотребляя правами феодального сюзерена по отношению к своим непосредственным держателям, Вильгельм Рыжий допускал наследование ленов только после уплаты в его пользу чрезвычайно высокого рельефа, взимал большие суммы за право вступления в брак вдовы или наследницы лена, подолгу удерживал в своих руках оказавшиеся вакантными церковные лены, препятствуя назначению новых аббатов и епископов.

### Хартия вольностей Генриха I
Преемником Вильгельма Рыжего должен был стать Роберт Нормандский, старший сын Вильгельма I, которому уже принесли феодальную присягу его младший брат Генрих и бароны Англии. Однако, как только стало известно о смерти Вильгельма Рыжего, убитого во время охоты, группа баронов приняла решение избрать королём Генриха, который и был коронован в Вестминстере 5 августа 1100 года. Желая упрочить своё шаткое положение как короля, избранного в нарушение феодального права наследования, и привлечь на свою сторону основные силы английского общества — феодалов, церковь и свободное англосаксонское население, новый монарх в день коронации издал особую прокламацию — Хартию вольностей, в которой обещал устранить злоупотребления, имевшие место при его предшественнике, а также гарантировал права и привилегии церкви, феодалов и других свободных людей.
В первом параграфе Хартии Генрих извещал о своём вступлении на престол и объявлял, что впредь не будет ничего продавать из церковных имений, ни отдавать в аренду и в случае смерти архиепископа или епископа или аббата не будет ничего брать из этих имений или от людей, живущих в них, в промежуток, пока не избран и не вступил во владение ими преемник умершего. Здесь же король обещал уничтожить «худые обычаи, которыми несправедливо было утеснено королевство Англии». В параграфах 2, 3, 4 и 7 хартии говорилось о ликвидации злоупотреблений королевской власти, связанных с наследованием и браками. Принимая на себя ряд обязательств, король одновременно возлагал большинство из них на своих непосредственных вассалов в отношениях с вассалами последних. В § 11 определяется характер рыцарского держания; здесь устанавливается, что повинности, следуемые с такого держания, ограничиваются военной службой королю для защиты королевства; от всех других, как денежных, так и натуральных повинностей, рыцарь освобождается. Король обещал ликвидировать ряд положений лесного законодательства, вызывавших особое недовольство, обещал установить крепкий мир, восстановить законы Эдуарда Исповедника (параграфы 10, 12, 13). Принципиальное значение имел параграф 8, где говорилось, что барон или иной вассал короля, совершивший правонарушение, не будет давать денежного залога, назначенного королём произвольно, но будет платить штраф сообразно с родом правонарушения.
Значение Хартии вольностей Генриха I, которую английский ученый Уильям Стэббс назвал «первой из наших великих хартий вольностей», заключалось в том, что впервые в истории Англии свобода церкви и права знати были признаны верховной королевской властью, а нарушения их со стороны Вильгельма Рыжего и Вильгельма Завоевателя торжественно были признаны незаконными. При этом были указаны юридические границы осуществления королевской власти, которая до этого момента, по выражению Д. М. Петрушевского, имела «фактическую возможность не знать никаких границ своему всемогуществу». Более того, согласно параграфам 2 и 4 Хартии обязательства короля по отношению к своим непосредственным вассалам были распространены также и на указанных вассалов по отношению к их собственным держателям; тем самым гарантии Хартии по сути распространялись на всё свободное население Англии, включая англосаксов, которым Хартия обещала неприкосновенность законов англосаксонского короля Эдуарда. Таким образом, за знатью, церковью и народом признавалось право требовать от короны восстановления своих прав в случае их нарушения со стороны верховной власти, а борьба феодалов против королевской власти вместо стихийных мятежей приобрела юридическую форму требований о гарантиях законных прав и привилегий.

### Хартия Стефана Блуаского
Генрих I завещал престол своей дочери Матильде, однако королём провозгласил себя его племянник — Стефан Блуаский. Как только стало известно о смерти Генриха в декабре 1135 года, Стефан в сопровождении небольшого отряда явился в Лондон, жители которого собрались на сход и приняли решение избрать Стефана королём Англии. После этого Стефан захватил в Уинчестере королевскую казну и вернулся в Лондон, где и был коронован в присутствии двух епископов, немногих феодалов и горожан. Новый король нуждался в поддержке знати и с этой целью издал небольшую хартию, в которой «утверждал за всеми баронами и своими английскими вассалами все вольности и добрые законы, которые дал им и уступил дядя его, английский король Генрих, а также жаловал им все добрые законы и добрые обычаи, которые они имели во время короля Эдуарда».
Поскольку феодалы не желали повиноваться чужеземцам-французам, которые неизбежно захватили бы влияние в случае восшествия на престол Матильды, бывшей замужем за Жоффруа Анжуйским, они согласились на избрание Стефана. Роберт Глостерский, один из крупнейших представителей английской знати, принёс новому монарху феодальную присягу. На церемонии похорон Генриха I бароны и Стефан заключили соглашение, в соответствии с которым они признали его королём, а он дал им ряд обещаний, сущность которых, как предполагают исследователи, заключалась в уступках интересам феодалов.
В 1136 году Стефан издал хартию, которую У. Стэббс назвал «второй из наших великих хартий вольностей». Этим документом король предоставил значительные привилегии церкви. Была запрещена симония, суд и власть над клиром и распределение церковных почестей были оставлены в руках епископов. Все древние права и обычаи церкви подтверждались и провозглашались неприкосновенными, за церковью оставались все владения и вассальные держания, которыми она обладала в день смерти Вильгельма I. Король запрещал всякое вмешательство королевской власти в завещательные распоряжения духовенства. Вакантные кафедры епископов вместе с их владениями подлежали передаче под опеку клириков или достойных доверия мирян той же церкви до момента избрания нового пастыря. Определённое место в хартии Стефана занимают вопросы, не связанные с правами церкви. В частности, король отказывался от прав на королевские леса, ставшие таковыми в правление Генриха I. Здесь также содержится обещание искоренить «все поборы и несправедливости и незаконные судебные взыскания, введённые неправильно или шерифами или кем-либо другим». Король предписывал соблюдать «добрые законы и старинные справедливые обычаи в делах о тайных убийствах и в тяжбах и в других делах».
Как и в случае с хартией Генриха I, издание Стефаном новой хартии преследовало цель упрочить положение короля, избранного в нарушение феодального права наследования. С этой целью король вновь обращался к английскому обществу, в обмен за признание своей власти признавая и гарантируя законные права феодалов, церкви и свободных людей.

### Хартия и реформы Генриха II
Стефан умер в 1154 году, и на престол вступил Генрих II Плантагенет. Следуя примеру своих предшественников, Генрих издал Хартию вольностей, в соответствии с которой он передал и подтвердил церкви, знати и их держателям «все пожалования и дарения и вольности и свободные обычаи», дарованные им его дедом Генрихом I; равным образом «худые обычаи», отменённые Генрихом I, новый король также соглашался отменить и уничтожить «за себя и за наследников моих». Однако в дальнейшем Генрих II с целью преодоления последствий только что закончившейся гражданской войны 1135—1154 годов, стал проводить политику укрепления королевской власти, осуществив ряд реформ, среди которых особое значение имела судебная реформа.
Были сформированы центральные королевские суды в качестве составной части королевской курии, восстановлены и укреплены общие судебные собрания сотен и графств на основе традиционных англосаксонских порядков с привлечением присяжных из числа свободных держателей земли. Кроме того, были упорядочены границы между юрисдикцией судов графств и частных сеньориальных «судов равных». К компетенции судов общего права в сотнях и графствах были отнесены помимо уголовных и некоторые гражданские дела; это открыло широкие возможности для свободного держателя земли не только перенести свой иск в королевский суд для расследования с помощью присяжных, но и самому активно приобщаться к их деятельности в качестве такового. Особенностью королевских судов был их сословный характер: они исключали из сферы своей деятельности земельные тяжбы вилланов. Однако действие принципа «исключения вилланства» (лат. exceptio villenagii) не распространялось на тяжкие уголовные преступления. Одним из важнейших последствий судебной реформы Генриха II стало то, что каждый свободный человек фактически получил право обращаться к королю за помощью в случае отказа в правосудии, или нарушения прав свободного держания, или несправедливого решения «равных» в феодальной курии (суде) лорда.
Генрих II попытался провести церковную реформу, ликвидировав привилегии, полученные духовенством в период правления Стефана. В 1164 году королю удалось добиться принятия так называемых Кларендонских конституций, согласно которым только королевская курия могла разрешить спор о церковном патронате и о праве представления на приход (§ 1); ей же принадлежало право судить любого клирика, обвиняемого в каком бы то ни было преступлении (§ 3); все тяжбы о долгах и земельных владениях между духовенством и мирянами также должна решать королевская курия с помощью двенадцати присяжных (§§ 9, 15). Духовные лица, имеющие в Англии бенефиции, не могут покидать страну без разрешения короля (§ 4); без ведома короля церковь не может накладывать интердикт на земли его вассала (§ 7), без согласия короля — апеллировать к папе (§ 8); архиепископы, епископы и все другие владельцы бенефиций, держащие непосредственно от короля, должны считаться вассалами короны, как и другие бароны: за свои владения они отвечают перед судьями короля, являются к королю на судебные заседания и, как и другие бароны, отбывают повинности, следуемые ему по праву и обычаю (§ 11). Церковные вакансии должны замещаться с согласия и по повелению короля. Избранный, прежде чем будет посвящён в сан, обязан принести присягу верности королю как своему сюзерену (§ 12).

## История принятия Великой хартии вольностей

### Злоупотребления Иоанна Безземельного
Реформаторская деятельность Генриха II усилила королевскую власть до крайних, практически деспотических пределов и стала одной из предпосылок политического кризиса, разразившегося при одном из его преемников — Иоанне Безземельном. Если раньше в среде английского общества отношение к королевской власти было различным — от противостояния со стороны крупных баронов, недовольных ограничением своей власти, до поддержки со стороны мелких и средних феодалов и горожан, чьим интересам отвечала ликвидация феодальной раздробленности, — то в царствование Иоанна многочисленные случаи королевского произвола постепенно объединили английское общество в борьбе против злоупотреблений короны, итогом которой и стало принятие Великой хартии вольностей.
Вступив на престол в 1199 году, Иоанн ввязался в конфликт с французским королём Филиппом II Августом, который начался с военных действий в Нормандии и впоследствии перерос в англо-французскую войну 1202—1214 годов. С целью изыскания средств для ведения войны Иоанн налагал на своих вассалов и другие слои английского общества чрезвычайно высокие сборы, нарушая при этом все существующие обычаи и ведя себя при этом зачастую вызывающе и неуважительно по отношению к баронам. В частности, в 1201 году король собрал баронов в Портсмуте с целью похода в Нормандию, но вместо этого он изъял у них деньги для военных издержек и распустил их. В 1202 и 1203 годах бароны всё же отправились с королём на континент, но, поскольку король избегал сражения с французами, бароны вернулись домой, после чего король наложил на них огромный штраф. В 1205 году король вновь обложил графов, баронов, рыцарей и даже духовенство огромным сбором, так и не вступив в активные военные действия. Как отмечает Ф. М. Дмитричев, при Иоанне Безземельном военные налоги достигали до четвёртой части всей движимой и недвижимой собственности в Англии. Кроме того, король установил высокий рельеф при наследовании лена, ввел массовую практику конфискации земель в пользу короны за неисполнение обязанностей по военной службе, игнорировал установленные обычаем различные льготы по военной службе.
Злоупотребления Иоанна породили атмосферу всеобщего недовольства в английском обществе: уже в 1201 году в ответ на требование короля отправиться с ним на войну графы и бароны на совещании в Лестере решили заявить королю, что не будут воевать, пока им не будут возвращены их законные права. В 1207 году архиепископ Йоркский выразил протест против налога, который корона решила взимать с церковного имущества. Однако подобные выступления пока носили единичный характер и легко подавлялись королевской властью. Поворотным событием, которое в результате способствовало возникновению общего движения против королевской власти, стало противостояние короля и главы католической церкви — папы римского.

### Конфликт короля и папы римского. Собрание в соборе св. Павла
13 июля 1205 года умер архиепископ Кентерберийский Хьюберт Уолтер. Хотя и Иоанн, и кентерберийская митрополия отправили в Рим на утверждение своих кандидатов на вакантную кафедру, папа римский Иннокентий III в июне 1207 года назначил на должность главы английской церкви своего кардинала, англичанина Стефана Лэнгтона, преподававшего богословие в Риме. Иоанн отказался признать Лэнгтона и изгнал его из пределов Англии. В ответ на это 24 марта 1208 года Иннокентий III наложил на Англию интердикт, а в 1209 году отлучил Иоанна от церкви.
Крайне раздражённый, король отдал своим чиновникам необдуманное распоряжение произвести немедленную конфискацию всех церковных владений и имущества и объявил английскую церковь вне закона. Однако, выполняя волю папы, английское духовенство приостановило богослужение на всей территории страны. По всей Англии начались массовые аресты духовенства за категорический отказ совершать церковные обряды. Несмотря на такую меру, тем временем стали сказываться последствия интердикта: дети оставались некрещёными, у женихов и невест срывались брачные акты, в домах стояли гробы с неотпетыми мертвецами. Эти чрезвычайные и невиданные обстоятельства оказывали тяжёлое психологическое воздействие на население.
В 1211 году Иннокентий объявил Иоанну через своего легата Пандульфа, что в случае неподчинения короля будет издана папская булла, освобождающая подданных короля от присяги, а сам король будет низложен. Среди английских баронов созрел заговор против короля, однако он был раскрыт, а некоторые из баронов арестованы. После этого Иоанн предпринял попытки привлечь на свою сторону народ. С этой целью были прощены штрафы, наложенные незадолго до этого во время ревизии королевских лесов, упразднены некоторые портовые пошлины. Тех английских епископов, которые ещё оставались в Англии, король заставил письменно заявить, что сборы, взысканные с них во время его царствования, были переданы ему в качестве добровольного дара. Однако и эти действия не возымели успеха.
В 1212 году папа повторно отлучил Иоанна от церкви и от престола и одновременно поручил французскому королю Филиппу Августу двинуться войной на Англию, низложить Иоанна и сделать английским королём своего сына Людовика, женатого на племяннице Иоанна. Об этом Иоанн был поставлен в известность через папских легатов. Под угрозой утраты престола Иоанн был вынужден смириться. 16 мая 1213 года король издал повинную хартию, в которой, в частности, писал следующее:

Этой хартией, снабжённой нашей печатью, мы хотим осведомить всех вас, что так как мы причинили много обид Богу и матери нашей, святой церкви, то вследствие этого мы лишились Божьего милосердия, и так как мы не можем предложить Богу и церкви должного им удовлетворения, иначе как смирив себя и свои королевства…, то мы, по нашей доброй и не принуждаемой никем воле и по общему совету наших баронов, свободно даруем и уступаем Богу и святым апостолам Петру и Павлу и святой римской церкви, нашей матери, и господину папе Иннокентию и его католическим преемникам всё королевство Англии и королевство Ирландии со всеми их правами и тем, что им принадлежит, за отпущение всех наших грехов и грехов членов нашего рода как живущих, так и умерших; и с этих пор, получив и держа эти королевства от Бога и римской церкви, как вассал, мы, в присутствии посланника Пандульфа, иподиакона и приближённого господина папы, обязались верностью и принесли в ней присягу господину папе Иннокентию и его католическим преемникам и римской церкви, и мы совершим оммаж господину папе в его присутствии, если нам удастся находиться перед ним; и мы обязываем наших преемников и законных наследников на веки вечные в том, что и они подобным же образом должны будут беспрекословно принести присягу на верность и подтвердить оммаж суверену первосвященнику тогдашнему и римской церкви.
Оригинальный текст (лат.)Universitati vestrae per hane cartam nostram sigillo nostro munitam volumus esse notum, quia cum Deum et matrem nostram sanctam ecclesiam offenderimus in multis et proinde Divina misericordia plurimum indigere noscamur, nec quid digne offerre possimus pro satisfactione Deo et ecclesiae debita facienda, nisi nos ipsos et regna nostra humiliemus: — Volentes nos ipsos humiliare pro Illo Qui Se pro nobis humiliavit usque ad mortem, gratia Sancti Spiritus inspirante, non vi inducti nec timore coacti, sed nostra bona spontaneaque voluntate ac communi consiho baronum nostrorum, offerimus et libere concedimus Deo et Sanctis apostolis Ejus Petro et Paulo et sanctae Romanae ecclesiae matri nostrae, ac domino nostro papae Innocentio ejusque catholicis successoribus, totum regnum Angliae et totum regnum Hiberniae, cum omni jure et pertinentiis suis, pro remissione peccatorum nostrorum et totius generis nostri tam pro vivis quam defunctis; et amodo ilia a Deo et ecclesia Romana tanquam feodatarius recipientes et tenentes, in praesentia prudentis viri Pandulfi, domini papae subdiaconi et familiaris, fidelitatem exinde praedicto domino nostro papae Innocentio, ejusque catholicis successoribus et ecclesiae Romanae, secundum subscriptam formam facimus et juramus, et homagium ligium in praesentia domini papae, si coram eo esse poterimus, eidem faciemus; successores et haeredes nostros de uxore nostra in perpetuum obligantes, ut simili modo summo pontifici qui pro tempore fuerit, et ecclesiae Romanae, sine contradictione debeant fidelitatem praestare et homagium recognoscere.

Таким образом, Иоанн по сути отдал своё королевство папскому престолу и получил его обратно в качестве лена, признав себя вассалом папы. Кроме того, король обязался вернуть английской церкви ранее изъятые у неё деньги и имущество, а также выплачивать папе ежегодную вассальную дань в размере 1000 стерлингов. Спустя два месяца прибыл архиепископ Лэнгтон и снял с короля отлучение. При этом Иоанн поклялся защищать церковь, восстановить законы Эдуарда Исповедника, судить своих подданных праведным судом и возвратить им их права.
4 августа 1213 года в Сент-Олбанс было созвано совещание, призванное определить размер сумм, подлежащих возвращению церкви. Здесь собрались епископы, бароны, а также представители деревень королевского домена. Видную роль на совещании играл верховный юстициарий Джеффри Фиц-Питер, который сообщил собравшимся, к чему сводились обещания короля, и издал указ о том, что все должны соблюдать законы Генриха I и что все неправедные законы отменяются.

Вы слышали, как я снял с короля отлучение в Уинчестере и заставил его дать клятву, что он уничтожит неправедные законы и восстановит добрые законы, то есть законы Эдуарда, и заставит всех в королевстве соблюдать их. Вот теперь найдена некая хартия Генриха I, короля Англии, с помощью которой вы можете, если захотите, давно утраченные вольности восстановить в прежнем виде.
Оригинальный текст (лат.)Audistis inquit quomodo ipse apud Wintoniam regem absolvi, et ipsum jurare compulerim quod leges iniquas destrueret et leges bonas, videlicet leges Edwardi, revocaret et in regno faceret ab omnibus observari. Inventa est quoque nunc carta quaedam Henrici primi regis Angliae per quam, si volueritis, libertates diu amissas poteritis ad statum pristinum revocare.

По мнению Ш. Пти-Дютайи, собрание в соборе св. Павла свидетельствовало о желании Лэнгтона «поднять дух колеблющейся оппозиции» и возглавить зарождавшееся движение баронов против короля. Тем не менее конфликт был временно отсрочен: духовенство было поглощено следуемым ему возмещением и восстановлением религиозной жизни после интердикта, а бароны ожидали результатов коалиции, заключённой между Иоанном Безземельным, императором Священной Римской империи Оттоном IV и графом Фландрии Фердинандом для войны с Францией, куда король отправился в начале 1214 года.

### Политический кризис 1214—1215 годов
Несмотря на заключённый союз, война с Францией окончилась поражением Иоанна и его союзников в битве при Бувине 27 июля 1214 года и потерей всех английских владений на континенте. Вернувшись в Англию в октябре 1214 года, Иоанн распорядился взыскать чрезвычайно высокий скутагий с баронов, не участвовавших в походе — по три марки, то есть более 40 шиллингов серебром с каждого рыцарского лена. Новые поборы короля положили начало сопротивлению английской знати. Сигнал к организованному выступлению первыми дали северные бароны, решительно отказавшись платить непомерный сбор. К феодалам северных графств присоединились восточные бароны, в том числе из графства Эссекс.
4 ноября 1214 года состоялось совещание короля и баронов в аббатстве Эдмондсбери. Совещание не привело ни к каким результатам, и король покинул аббатство. Бароны, оставшись в аббатстве под предлогом богомолья, 20 ноября устроили тайное собрание, на котором была оглашена «некая хартия короля Генриха I, которую бароны эти получили от Стефана, епископа Кентерберийского, в городе Лондоне» (Стэббс). Все присутствующие на этом собрании бароны дали клятву в том, что если король Иоанн откажется восстановить в Англии законы Эдуарда Исповедника и права, записанные в указанной хартии, то они все вместе и одновременно выступят против короля войной и будут сражаться до тех пор, пока он не подтвердит хартией и королевской печатью всего того, чего они требуют. Каждый из баронов взял на себя обязательство к 25 декабря 1214 года подготовить определённое количество вооружённых всадников и пехоты, запастись продовольствием, вооружением и снаряжением и после рождественских праздников вместе со всеми отправиться к королю и предъявить ему свои требования.
После рождественских праздников бароны направили к королю своих делегатов, которые были приняты Иоанном 6 января 1215 года. Делегаты потребовали, чтобы король «подтвердил некоторые вольности и законы короля Эдуарда вместе с другими вольностями, данными им королевству Англии и английской церкви, как они записаны в Хартии короля Генриха I и в вышеназванных законах» (Стэббс). Король потребовал перемирия, обещав полностью восстановить законы Эдуарда на пасху. Отведённое время Иоанн потратил на попытки расстроить поднявшееся сопротивление: он издал хартию о свободе церковных выборов, а также указ о принесении ему присяги по всей Англии. Кроме того, он принял обет крестоносца, надеясь на покровительство римской церкви. Однако эти шаги не принесли результатов.
Тем временем бароны собрали в Стамфорде войско, состоявшее из двух тысяч рыцарей, не считая оруженосцев и пехоты, и по окончании перемирия двинулись к Брэкли. Дальнейшие события средневековый летописец Матвей Парижский описывает следующим образом: «Когда это стало известно королю, он послал к ним архиепископа Кентерберийского и Уильяма Маршала, графа Пембрука и ещё нескольких мудрых людей, чтобы они разузнали у тех, что это за законы и вольности, которых они добиваются. Бароны предъявили послам некое писание, состоявшее главным образом из древних законов и обычаев королевства, присовокупив при этом, что если король немедленно не согласится на всё это и не подтвердит грамотой, скрепленной королевской печатью, то они сумеют принудить его, захватив его замки, земли и владения… Тогда архиепископ со своими товарищами привёз это писание королю и при нём прочитал его на память главу за главой. Как только король услышал содержание этих статей, он принялся хохотать язвительно и злобно: „Как это бароны довольствовались такими требованиями? Почему бы им не потребовать всё королевство? Притязания их бессмысленны и ложны и не опираются ни на какое право“. И он прибавил со страшной клятвой: „Никогда не соглашусь на такие уступки, которые из меня, короля, сделают раба!“». Матвей Парижский сообщал, что Стефан Лэнгтон и Уильям Маршал уговаривали короля уступить мятежным баронам, но не могли добиться успеха.
Получив отказ, бароны теперь уже и формально отреклись от вассальной верности королю. Они избрали своим предводителем Роберта Фиц-Уолтера, объявив его «маршалом воинства Божьего и святой церкви», и двинулись к Нортгемптону, а затем к Бедфорду. Ключевым моментом, способствовавшим успеху мятежа, стала поддержка Лондона: тайные посланцы лондонских горожан предложили баронам идти в столицу, обещая, что Лондон встанет на их сторону. В конце мая 1215 года восставшие вошли в Лондон, откуда разослали гонцов по всем английским графствам, призвав других графов, баронов и рыцарей присоединиться к ним. Почти вся английская знать и большинство рыцарей откликнулись на призыв баронов. По сведениям средневековой хроники, «прекратились все дела в Палате шахматной доски и у шерифов по всей Англии, так как не находилось никого, кто бы платил королю подать или в чём-либо оказывал ему повиновение»; на стороне короля осталась лишь небольшая свита.
Иоанн был вынужден вступить в переговоры. 15 июня 1215 года в долине Раннимед, расположенной на берегу Темзы между Виндзором и Стейнсом, состоялась встреча обеих сторон. В переговорах участвовали, с одной стороны, кентерберийский и дублинский архиепископы, игравшие роль посредников, папский легат Пандульф, граф Солсбери, Уильям Маршал, графы Варенн и Арундел, а также королевские советники, с другой — представители мятежных баронов. В итоге король приложил свою печать к петиции баронов, перечислявшей их требования, — так называемым Баронским статьям.
|  |  |  |  |  |

### Баронские статьи и составление Великой хартии вольностей
Баронские статьи включают большинство самых существенных положений Великой хартии вольностей. В них закрепляются не только привилегии баронов: значительное место занимает закрепление прав рыцарей. При этом соответствующие обязательства возлагаются не только на короля (статьи 7, 19, 27): статья 48 устанавливает, что все обычаи и вольности, «которые король согласился признать подлежащими соблюдению в королевстве, насколько это относится к нему в отношении к своим [вассалам], все в королевстве, как миряне, так и клирики, будут соблюдать, что касается их в отношении к своим [вассалам]». Права городского населения частично отражены в статьях 31 и 32, интересы фригольдеров получили защиту, в частности, в статьях 9, 16, 20, 21. В статье 9 наряду с другими категориями населения упоминаются и вилланы: при наложении штрафа их инвентарь объявляется неприкосновенным. Баронские статьи уделяют большое внимание деятельности местных судебных и административных органов, стремятся ограничить произвол королевской администрации (статьи 8, 13, 14, 15, 18, 21, 23, 26, 28, 34, 35), а также предвосхищают содержание так называемых «конституционных статей» Великой хартии вольностей. Так, статья 32 весьма сходна со статьёй 12 Хартии, статья 29 — со статьёй 39, статья 49 — со статьёй 61. В то же время в Баронских статьях отсутствуют положения, закреплённые в статье 14 Великой хартии вольностей (о порядке созыва общего совета королевства).
На основе Баронских статей в период с 15 по 19 июня 1215 года был выработан окончательный текст Великой хартии вольностей. Рукопись Хартии дошла до нас в четырёх экземплярах, имеющих на обороте пометку следующего содержания: «Соглашение между королём Иоанном и баронами о предоставлении вольностей церкви и королевству Англии» (лат. Concordia inter regem Johannem et barones pro concessione libertatum ecclesiae et regni Angliae). Текст документа не разделён на пункты, его разбивку на 63 статьи произвели позднейшие издатели. Название «Великая хартия вольностей» также было дано позже по аналогии с предшествующими хартиями и в силу обширных размеров документа.
Составители Великой хартии вольностей проделали значительную редакционную работу: Баронские статьи в позднейших изданиях насчитывают 49 статей против 63 статей Хартии, причём статьи Хартии существенно больше по объёму. По форме Баронские статьи имеют характер договора между баронами и королём; хотя их заголовок гласит «Это — статьи, о которых бароны просят и на которые король даёт согласие», в самом тексте весьма часто говорится не о согласии, а об обязательствах короля (таковы, например, статьи 6, 38—47). Хартия, в целом сохранившая содержание, близкое к Баронским статьям, имеет форму королевского пожалования. Король жалует вольности всем свободным людям королевства «по Божьему внушению и для спасения души», «в честь Бога и для возвышения святой церкви и для улучшения королевства», по совету высших церковных иерархов и «благородных мужей». По мнению Э. С. Есаяна, имеющаяся на обороте дошедших до нас экземпляров Великой хартии вольностей помета, обозначающая документ как «соглашение между королём Иоанном и баронами», носит неофициальный характер, поскольку не внесена непосредственно в текст Хартии. Избранная форма изложения, отличная от стиля Баронских статей, свидетельствует об участии в составлении окончательного текста Хартии советников короля.
В Великой хартии вольностей содержится ряд положений, уточняющих обязательства короля по сравнению с теми, которые возлагают на него Баронские статьи. Эти уточнения сделаны в пользу короля и, по-видимому, были предметом торга между баронами и королевскими советниками. Так, в Великой хартии вольностей отсутствует общая норма о возвращении заложников и грамот, которые были выданы королю в виде гарантии, сформулированные в статье 38 Баронских статей. Существенным изменениям подвергнута также статья 25 Баронских статей о немедленном восстановлении в своих правах тех, кто без суда был лишён королём владения или долгое время был лишён им возможности вступить во владение землями, вольностями и своим правом. Её содержание излагается в двух обширных статьях Великой хартии — 52 и 53, причём изложению придан более казуистический характер, что делает требование, заявленное баронами, менее безапелляционным. В ряде случаев король обещает «оказать полную справедливость», что не равнозначно обещанию «немедленно восстановить в правах».
Как отмечается в литературе, сравнение Баронских статей и Великой хартии вольностей свидетельствует о том, что в период с 15 по 19 июня была проведена большая работа по внесению дополнений в текст Баронских статей, в результате чего и появилась Великая хартия вольностей. По всей видимости, эта работа проводилась королевскими советниками, которые использовали некоторые противоречия, существовавшие среди различных общественных сил, противостоявших королевской власти, и благодаря этому смогли смягчить ряд обязательств короля.

## Общая характеристика Великой хартии вольностей
Великая хартия вольностей написана на латыни и состоит из 63 статей, не расположенных по какой-либо определённой системе: как отмечалось в литературе, Хартия «носит на себе следы своего беспорядочного и поспешного составления; её статьи, очевидно, вписывались в неё по мере того, как каждая из них в отдельности приходила на ум людям, договаривавшимся с королём». Исходя из предмета правового регулирования, статьи Хартии можно разделить на шесть групп: об общем совете королевства и комитете 25 баронов, о сборах, налогах и повинностях, о судоустройстве, судопроизводстве и исполнении решений по имущественным спорам, о правах церкви, о правах городов и о торговле, о наследственном праве и опеке. Отдельно выделяется группа статей, действие которых ограничено сравнительно коротким сроком (в частности, о конкретных обязательствах короля).
Изначально Великая хартия вольностей носила консервативный (по выражению советских историков — реакционный) характер: в большинстве статей она закрепляла, упорядочивала и уточняла общепризнанные и устоявшиеся обычно-правовые нормы феодальной Англии. В частности, статья 2 Хартии не только подтверждала обязанность наследников графов и баронов и других непосредственных держателей земли от короля уплачивать лишь «старинный рельеф», но и фиксировала его законные рамки в денежном выражении; в статьях 3—5 закреплялись традиционные нормы о принадлежащем королю праве опеки над несовершеннолетними наследниками своих вассалов и т. д. Добиваясь утверждения Хартии, английские бароны преследовали прежде всего свои собственные феодальные интересы; они не только стремились оградить эти интересы от произвола со стороны королевской власти, но и имели вполне определённую цель ввести эту власть в чисто феодальные рамки, ограничивающие её отношениями сюзерена и вассалов.
Однако, преследуя защиту феодальных интересов, нормы Хартии использовали ряд прогрессивных принципов — соответствия действий должностных лиц закону, соразмерности деяния и наказания, признания виновным только в судебном порядке, неприкосновенности имущества, свободы покинуть страну и возвратиться в неё и других. Сама юридическая техника Хартии способствовала тому, что она вышла за пределы чисто феодального договора и ввела в английское право основополагающий и доселе неслыханный принцип подчинения власти праву под угрозой правомерного вооружённого отпора со стороны населения. Д. М. Петрушевский назвал Хартию «договором, который раз и навсегда связал королевскую власть в отношении к обществу и долго служил знаменем, объединявшим всех свободных людей английского королевства в борьбе за политическую свободу». По мнению английских историков, Великая хартия вольностей «служит истинным основанием английской свободы. Всё достигнутое позднее составляет немногим более простого подтверждения, комментария к ней, и если б все дальнейшие законы уничтожены были, то всё ещё остались бы эти смелые черты, отделяющие свободную монархию от деспотической».
Положения Хартии стали одним из главных аргументов требований программных документов эпохи Нового времени — Петиции о праве 1628 года, Великой ремонстрации 1641 года и др. Великую хартию вольностей традиционно относят к числу наиболее значимых политико-правовых документов, оказавших влияние на становление и развитие института прав человека. В силу того, что Хартия содержит ряд норм, претендующих на установление новых политических порядков, прежде всего, на ограничение королевской власти (так называемые конституционные статьи — 12, 14, 39 и 61), она считается составной частью некодифицированной британской конституции. В 2009 году ЮНЕСКО включила Хартию в реестр «Память мира».
В соответствии с первой статьёй Хартии перечисленные в ней вольности пожалованы «всем свободным людям королевства». Нечёткость использования в содержании Хартии понятия «свободный человек» (лат. liber homo) в своё время породила многолетнюю дискуссию вокруг вопроса о том, кого составители Хартии относили к «свободным людям»; в советской науке длительное время господствовала точка зрения, что под ними имелись в виду лишь сами бароны. Современные учёные в целом согласны, что под свободными людьми имеется в силу всё свободное население Англии, на которое распространялись гарантии английского «общего права». Кажущиеся разночтения понятия «свободный человек» в Хартии связаны лишь с определённой расстановкой в ней акцентов, со стремлением под влиянием конкретных обстоятельств подчеркнуть права и привилегии определённой сословной группы как части целого. Примером может служить сопоставление статей 20 и 21 Хартии, которые предписывают наложение штрафа на «свободного человека» (статья 20), в том числе на графа и барона (статья 21), «не иначе как сообразно роду проступка». Кроме того, статья 60 Хартии прямо устанавливала: «Все же те вышеназванные обычаи и вольности, какие только мы соблаговолили признать подлежащими соблюдению в нашем королевстве, насколько это касается нас в отношении к нашим [вассалам], все в нашем королевстве, как миряне, так и клирики, обязаны соблюдать, насколько это касается их в отношении к их вассалам».
Великая хартия вольностей не стала законом или программным документом правительства в период правления Иоанна Безземельного: спустя год после принятия Хартии он умер, не сдержав закреплённых в ней обещаний. К тому же некоторые графы и бароны, оставаясь верными королю, открыто игнорировали Хартию; так, граф Честер издал собственную хартию для графства Чешир, содержавшую требования к честерским баронам и графам предоставить своим вассалам те же привилегии, которые он предоставил им. Сомнения в официальном признании Хартии в качестве действующего источника права породили практику её периодических подтверждений и новых редакций (в 1216, 1217, 1225 годах).
|                                             |                      |                    |                                      |                                        |
| Иллюстрация из «Истории Англии» Дж. Кэссела | Рисунок М. Кронхайма | Фреска Э. Норманда | Раскрашенная гравюра начала XIX века | Гравюра Э. Эванса по картине Дж. Дойла |

## Основные положения Великой хартии вольностей в первоначальной редакции

### Об общем совете королевства и комитете 25 баронов
В Великой хартии вольностей содержалась попытка существенно ограничить королевскую власть, что особенно проявилось в статьях 12, 14 и 61. Несмотря на то, что эти статьи оставались действующим правом всего несколько недель (с 15 июня по 24 августа 1215 года), их влияние на последующее правовое развитие и государственные институты Англии оказалось весьма значительным. Норма статьи 12 гласит: «Ни щитовые деньги, ни пособие (auxilium) не должны взиматься в королевстве нашем иначе, как по общему совету королевства нашего (nisi per commune consilium regni nostri), если это не для выкупа нашего из плена и не для возведения в рыцари первородного сына нашего и не для выдачи первым браком замуж дочери нашей первородной». Статья 14 регулировала порядок созыва упомянутого Совета, а статья 61 возлагала обязанность контролировать соблюдение Хартии на комитет из 25 баронов, призванный вместе с «общиной всей земли» принуждать короля к её исполнению, оставляя в неприкосновенности его лично и членов его семьи.
Совет королевства не был чем-то новым в истории Англии. Ещё при англосаксонских королях действовал витенагемот, выполнявший совещательные функции. После нормандского завоевания его заменил так называемый Большой королевский совет, состоявший из непосредственных вассалов короля, которые заседали в нём в качестве держателей земельных владений; роль Великого совета фактически ограничивалась необязательными советами королю и выслушиванием его указаний. Статья 14 Великой хартии вольностей имеет своей целью конституировать феодальный совет, установив его состав, права, компетенцию, время и место деятельности. Каждому архиепископу, епископу, аббату, графу и старшему барону была предоставлена гарантия, что каждый из них непосредственно будет принимать участие в обсуждении общегосударственных вопросов, которые будут рассматриваться в высшем органе государственной власти — общем совете королевства (лат. commune consilium regni). Участники этого совета получили право высказывать свои мысли по поводу обсуждаемых вопросов и давать свои советы. В целях обеспечения надлежащей работы совета статья 14 Хартии обязывала короля не позднее, чем за 40 дней до созыва совета разослать приглашения лицам, имеющим право на участие в нём, и довести до их сведения вопросы, планируемые к обсуждению. Общий совет королевства являлся непосредственным, а не представительным органом государственной власти: его участники никем не избирались и не назначались. По существу общий совет королевства являлся большой королевской курией (Curia Regis) в полном составе, однако с правом отказа королю во взимании пособия или щитовых денег. Основываясь на этом новом для английского феодального совета полномочии, в литературе общий совет королевства называют предшественником парламента Англии.
В качестве гарантии соблюдения прав и вольностей баронов статья 61 Хартии предусматривала особый комитет из 25 баронов — коллегиальный орган, члены которого подлежали избранию из среды баронов. В соответствии со статьёй 61 в случае, если король или королевское должностное лицо нарушит какое-либо из положений Хартии и об этом будет сообщено четырём из 25 баронов, они обращаются к королю или его юстициарию в случае отсутствия короля в стране с просьбой немедленно восстановить нарушенное право. Если в течение 40 дней после этого представления король или его юстициарий не исполнит требуемое, в таком случае четыре барона сообщают об этом остальным членам комитета. После этого все двадцать пять баронов вместе с «общиной всей земли» предпринимают действия по принуждению короля к восстановлению права, в том числе путём захвата замков, земель, владений и любыми другими способами, пока не будет устранено правонарушение. По сути в распоряжение 25 баронов были переданы все средства государственного принуждения, включая армию, тюрьмы и народное ополчение. Кроме того, статьи 52 и 55 Хартии закрепляли за комитетом 25 баронов верховную судебную власть в королевстве: в качестве верховного суда первой и последней инстанции комитет рассматривал все споры, связанные с лишением феодалов земельных владений, замков, феодальных вольностей, политических, имущественных и личных прав. На основании статьи 55 комитет принимал от всех жителей Англии иски к короне на предмет взыскания денег, незаконным образом взятых при взимании пошлин за вдовью часть, за приданое, за вступление в брак и наследство, а также при обложении различными штрафами в пользу королевской власти.
Статья 61 обязывала всех жителей Англии принести двадцати пяти баронам присягу в том, что каждое лицо неукоснительно будет повиноваться их приказам. Король обязывался не только не препятствовать в принесении такой присяги, но и дать публичное разрешение на это; более того, король должен был собственным приказом заставить принести присягу тех, кто не захочет сделать этого добровольно. В Хартии сделана попытка поставить действия комитета 25 баронов в некоторые рамки и в какой-то мере сохранить за королём статус главы феодалов: при вооружённых действиях комитета личность короля и его семьи оставалась неприкосновенной. Также было особо оговорено, что после устранения правонарушения бароны должны снова повиноваться королю, «как делали прежде». Решения в комитете принимались большинством присутствующих членов. Все двадцать пять баронов должны были дать присягу в надлежащем исполнении своих обязанностей.

### О сборах, налогах и повинностях
Статья 12 Великой хартии вольностей полностью отменила прежний фискальный правопорядок, лишив короля права произвольно устанавливать налоги и повинности: отныне ни щитовые деньги, ни денежное пособие (лат. auxilium) не должны были взиматься иначе, как с согласия общего совета английского королевства. Исключение из этого правила было сделано лишь для трёх случаев: выкупа короля из плена, возведения в рыцари старшего сына короля и заключения первого брака старшей дочери короля; при этом пособие должно было быть «умеренным». Такая же отмена права произвольного взимания сборов и с теми же тремя исключениями была особо установлена статьёй 15 Хартии в отношении всех других свободных людей, не являвшихся держателями короля. Тем самым в деле получения вассальных пособий король был поставлен в одинаковое правовое положение со всеми другими баронами.
Всего ограничению финансовых прав короны и её права устанавливать повинности так или иначе посвящены более двадцати статей Хартии (2—4, 7, 10—12, 14, 15, 20—23, 25, 26, 28—31, 36, 40, 41, 55) — треть всего документа, что свидетельствует о том большом значении, которое бароны придавали фискальному главенству короны как основному источнику государственного произвола. Статьи 12 и 14 закрепляют за общим советом королевства и комитетом 25 баронов право контролировать установление налогов и сборов. Остальные статьи направлены против конкретных налогов, штрафов, повинностей и других, в том числе чрезвычайных поборов, которые взимали короли Англии начиная с Вильгельма Завоевателя. В частности, статья 28 запрещает безвозмездное изъятие имущества королевскими чиновниками, в статьях 30 и 31 выполнение отдельных безвозмездных натуральных повинностей (предоставление лошадей и повозок для перевозки, предоставление леса для строительства укреплений) связывается с согласием выполняющего. Статьи 28, 30 и 31 защищали права не только феодалов, но и значительной части фригольдеров. В статье 23 запрещено обязывать общины и отдельных лиц сооружать мосты, «кроме тех, которые издревле обязаны делать это по праву». Особое значение имела статья 25, согласно которой должностные лица отныне должны были сдавать сбор налогов на откуп только «за плату, какая установлена издревле, без всякой надбавки»; тем самым устранялась практика чрезмерного увеличения платы за откуп, из-за которой откупщики не могли собрать налог, не прибегая к неправомерным вымогательствам.
В трёх статьях были урегулированы обязанности рыцарей. Статья 16 устанавливала, что «никто не должен быть принуждаем к несению большей службы за свой рыцарский лен или за другое свободное держание, чем та, какая следует с него»; эта норма была направлена против многочисленных платежей в пользу короны, выплачивавшихся рыцарями помимо военных обязанностей. В статье 29 был частично урегулирован вопрос об отдельных платежах, которые выплачивали рыцари помимо несения военной службы: «никакой констебль не должен принуждать рыцаря платить деньги взамен охраны замка, если тот желает лично охранять его или через другого честного человека, если сам он не может сделать этого по уважительной причине». Статья 43 гарантировала неизменность положения наследников держателей от барона в тех случаях, когда барония становилась выморочной и переходила в руки короля: такой наследник обязаны был платить «тот рельеф, какой он давал бы барону» и нести «ту службу, какую он нес бы барону», как если бы барония находилась в руках самого барона.

### О судоустройстве, судопроизводстве и исполнении решений по имущественным спорам
Ни один свободный человек не будет арестован или заключен в тюрьму, или лишен владения, или объявлен стоящим вне закона, или изгнан, или каким-либо [иным] способом обездолен, и мы не пойдем на него и не пошлем на него иначе, как по законному приговору равных его [его пэров] и по закону страны.
Вопросам судоустройства, судопроизводства и исполнения решений по имущественным спорам в Великой хартии вольностей уделено очень большое внимание. При подготовке новых редакций Хартии в 1216, 1217 и 1225 годах статьи, регулирующие эти вопросы, постоянно подвергались изменениям. Статьи Хартии, относящиеся к сфере королевской администрации и системе правосудия (17—22, 24, 34, 36, 39, 40, 55 и др.) снискали Хартии многовековую славу документа, впервые установившего «во тьме средневековья» гарантии прав личности.
Так, статьи 17—19 Хартии содержали положения, обеспечивавшие большую доступность, профессионализм и улучшение управляемости королевских судов, которые подтверждали и в определённой мере модифицировали в интересах истца систему правосудия, созданную Генрихом I и его преемниками. Статья 17 Хартии возвращала страну к старому, более удобному делению высшего королевского Суда общих тяжб, ликвидированному Иоанном в 1209 году, на два судебных присутствия: суда, сопровождавшего короля в его объездах страны, и суда, заседавшего без короля в Вестминстере в режиме регулярных и длительных сессий. Статьи 18—19 Хартии также в интересах истца устанавливали правило, согласно которому владельческие иски должны рассматриваться в судах тех графств, где возникло само дело, определив для этого необходимое число присяжных и королевских разъездных судей (с регулярным порядком выезда их на места).
Хартия утверждала сформировавшуюся к этому времени систему королевских судебных приказов (ассиз) о расследовании. Так, статья 18 перечисляла приказы, направленные на защиту свободного земельного держания: старейшие приказы «о новом захвате», «о смерти предшественника», «о последнем представлении на приход». В статье 36 Хартии говорилось о специальном королевском приказе, который должен был отдаваться бесплатно и безо всякого промедления в случае совершения убийства или иного тяжкого преступления, — приказе о расследовании «о жизни или членах». Последний сопровождался, как правило, другим приказом о расследовании причин задержания обвиняемого: не был ли человек арестован из-за чьей-либо «злобы или ненависти» (англ. writ of otio at atia). Если следствие приходило к выводу о том, что обвиняемый был арестован по причине злобы или ненависти, он отпускался на свободу при условии поручительства нескольких лиц в том, что он будет доставлен в суд по первому требованию. Этот приказ, сходный с приказом habeas corpus, давал обвиняемому в тяжком преступлении право на временное освобождение до суда.
В других статьях Хартии закреплялись принципы деятельности судов, многие из которых созвучны современному праву. В частности, статья 20 содержала требование соответствия тяжести наказания степени опасности преступления. Данное положение распространялось на всех держателей земли, в том числе на зависимых вилланов; при этом воспроизводилось традиционное для английского права предписание о неприкосновенности вилланского инвентаря при взыскании штрафов, поскольку обратное могло лишить виллана средств к существованию. Статья 24 запрещала королевским чиновникам выступать в роли судей по делам, подсудным королю, то есть судам сотен и графств, в компетенцию которых входило рассмотрение уголовных дел при участии так называемого большого жюри присяжных. Содержание статьи 24 конкретизировалось положением статьи 38 Хартии, которая была направлена на пресечение возможности со стороны короля и его чиновников преследовать невиновного: согласно статье 38 никакой человек не мог «привлекать кого-либо к ответу [на суде, с применением ордалий] лишь на основании своего собственного устного заявления, не привлекая для этого заслуживающих доверия свидетелей».
Статья 36 Хартии, регулировавшая выдачу приказа о расследовании «о жизни или членах», имела прямое отношение к статье 40, в которой закреплялся принцип не продавать «права и справедливости», не отказывать в них и не медлить с их осуществлением. Историки связывают статью 40 Хартии главным образом с требованием церкви к светским властям не вмешиваться в компетенцию церковных судов. Эта система также была направлена против широко распространённой практики незаконных поборов в королевских судах в форме своего рода официальных взяток. Статья 45 Хартии обязывала назначать на королевские должности (судей, констеблей, шерифов, бейлифов) только тех лиц, которые сведущи в законах страны и желают их добросовестно исполнять.
Статья 34 Хартии устанавливает, что «приказ, называемый Praecipe, впредь не должен выдаваться кому бы то ни было о каком-либо держании, вследствие чего свободный человек мог бы потерять свою курию». Приказ Praecipe являлся средством перенесения владельческого иска в королевскую курию и действовал в отношении непосредственных держателей короля, графов и баронов. Статья 34 запрещает королю прибегать к помощи этого приказа в целях незаконного и без «суда равных» изъятия земли у королевского вассала. О незаконной практике выдачи королём приказа «praecipe» косвенно свидетельствует статья 52, в которой закреплялось обещание короля возвратить своим вассалам земли, замки, вольности и иные их права, которых они были лишены без законного приговора своих пэров (равных).
Центральное место в Хартии занимает статья 39, направленная против самовластия короля, незаконных арестов, наложения наказаний по административному распоряжению без судебного разбирательства, произвольного лишения прав владения имуществом и других неправомерных действий. Целью нормы статьи 39 была борьба против злоупотребления королём и его чиновниками особой мерой, применявшейся изначально в качестве наказания за тяжкие преступления, а в XIII веке ставшей использоваться в исковом судопроизводстве в качестве средства доставки человека в суд — правом объявить человека стоящим вне закона (англ. outlawry). Используемое в статье выражение «суд равных» относилось к крупным феодалам (графам, баронам) и означало средство защиты их земельных держаний от незаконных посягательств со стороны их сеньора — короля. Требование же суда «по законам страны» означало признание иных процедур правосудия, предусмотренных общим правом; оно относилось ко всем свободным людям страны, закрепляя тем самым принцип «нет наказания без суда». В литературе факт провозглашения статьёй 39 указанного принципа называется бесспорным шагом вперёд на пути к утверждению института прав человека.
Статья 54 устанавливает, что «никто не должен подвергаться аресту и заключению в тюрьму по жалобе женщины, если она жалуется по случаю смерти кого-либо иного, а не своего мужа»; эта норма является одним из наиболее крайних выражений формальной теории доказательств и в этом смысле противоречит тенденции, получившей отражение в статье 38. С имущественной ответственностью связана статья 32, в которой говорится, что король «не будет удерживать у себя земель тех, кто обвинён в тяжких преступлениях, дольше года и дня, а затем земли эти должны быть возвращены сеньорам этих ленов»; здесь ограничивались права королевского суда, который мог лишить преступника прав на землю, но не мог обратить взыскание на саму землю. Статья 9, трактующая вопросы обеспечения долговых обязательств, устанавливает, в частности, что «ни мы, ни наши чиновники не будем захватывать ни земли, ни дохода с неё за долг, пока движимости должника достаточно для уплаты долга; и поручители самого должника не будут принуждаемы [к уплате его долга], пока сам главный должник будет в состоянии уплатить долг».

### О правах церкви
На содержание статей Великой хартии вольностей, посвящённых церкви, в значительной степени повлиял печально закончившийся для Иоанна Безземельного конфликт с церковью, ставший предшественником сопротивления английских сословий своему королю. В преамбуле Хартии подчеркивается, что король жалует вольности по совету ряда церковных иерархов: архиепископа Кентерберийского, архиепископа Дублинского, епископов лондонского, уинчестерского, ковентрийского и других, а также папского легата Пандульфа. Первой же статьёй Хартии были закреплены безоговорочная «свобода церкви», неприкосновенность владения ею своими правами и вольностями, включая свободу церковных выборов. Этой же статьёй папа римский Иннокентий III именуется «сеньором», из чего следует признание за римской курией права управления делами английской церкви. В статье 63, где король обещает добросовестно соблюдать дарованные им вольности, он снова гарантирует права церкви: «мы желаем и крепко наказываем, чтобы английская церковь была свободна».
Поскольку вольности, дарованные Хартией, распространяются на всех свободных людей королевства, то тем самым они распространялись в равной степени и на представителей духовенства. При этом в ряде норм Хартии особо подчеркивается право участия духовных лиц в органах и институтах, созданных Хартией. В частности, статья 14 Хартии, посвящённая общему совету королевства, указывает, что в состав этого органа помимо графов и старших баронов входят архиепископы, епископы и аббаты, причём в перечислении лиц, имеющих право участвовать в совете, прелаты идут первыми. Согласно статье 55 комитет двадцати пяти баронов вправе принять решение по поводу незаконно уплаченных королю пошлин и штрафов совместно с архиепископом Кентерберийским Стефаном Лэнгтоном «и с другими, которых он пожелает для этого позвать с собою». Статья 62 предусматривает, что открытые удостоверения о прощении правонарушений, совершённых англичанами в период противостояния с королём, будут изданы от имени Стефана Лэнгтона, а также архиепископа дублинского, «вышеназванных епископов» и легата Пандульфа.
Ряд норм Хартии восстанавливал права клира, существенно ограниченные Кларендонскими конституциями, и предоставлял ему новые привилегии. Статья 42, предоставлявшая всем право свободно выезжать из Англии и возвращаться в неё, отменила действие статьи 4 Кларендонских конституций, согласно которой архиепископам, епископам и имеющим бенефиции клирикам королевства не разрешалось выезжать из страны без разрешения короля. Согласно статье 22 «клирик будет штрафоваться в качестве держателя своего светского держания не иначе, чем другие [держатели], названные выше, а не сообразно величине своей церковной бенефиции»; иными словами, даже штраф за уголовное преступление, совершенное клириком, мог налагаться только на его светское держание, оставляя в неприкосновенности церковное. Статья 18 Хартии отменяла статьи 1 и 12 Кларендонских конституций, которые передавали королю право представления на приход, то есть представления кандидата на занятие освободившейся церковной должности; отныне расследование о последнем представлении на приход должно было производиться только в «своих графствах». Статья 32, запрещавшая королю удерживать у себя земли обвиняемых в тяжких преступлениях дольше года и дня, отменяла статью 14 Кларендонских конституций. Статья 27, гласившая «если какой-либо свободный человек умрёт без завещания, движимость его пусть будет распределена руками близких родственников его и друзей под наблюдением церкви», отдавала церкви право быть арбитром в наследственных делах.
В некоторой степени посвящена церкви статья 46, согласно которой все бароны, которые основали аббатства и имеют грамоты английских королей или старинные держательские права в отношении к ним, должны иметь опеку над ними на время вакансий, как им надлежит иметь.

### О правах городов и о торговле
Ряд статей Хартии касается городского права и вопросов, связанных с торговлей. В силу статьи 12 пособия (auxilium) с города Лондона, подобно тому, как это определено в отношении непосредственных вассалов короля, должны взиматься только по решению общего совета королевства, за тремя исключениями (выкуп короля из плена, возведение в рыцари первородного сына короля, выдача замуж первым браком первородной дочери короля). В статье 32 Баронских статей, к которой восходит эта часть статьи 12 Хартии, имелась более общая норма: здесь говорилось не только о Лондоне, но и о других городах, не только о пособии (auxilium), но и о талье (лат. tallagia) — принудительном сборе с городов. В какой-то степени отсутствие упоминания о талье и о других городах кроме Лондона компенсируется в статье 13, в которой говорится: «И город Лондон должен иметь все древние вольности и свободные свои обычаи как на суше, так и на воде. Кроме того, мы желаем и соизволяем, чтобы все другие города и бурги, и местечки, и порты имели все вольности и свободные свои обычаи».
Согласно статье 35 Хартии «одна мера вина пусть будет по всему нашему королевству, и одна мера пива, и одна мера хлеба, именно лондонская четверть, и одна ширина крашеных сукон и некрашеных и сукон для панцирей, именно два локтя между краями; то же, что о мерах, пусть относится и к весам»; целью этой нормы было установление единообразия мер и весов и в то же время закрепление цеховых установлений о качестве отдельных товаров. Интересам торговли отвечала также статья 33, в соответствии с которой «все запруды на будущее время должны быть совсем сняты с Темзы и с Медуэя и по всей Англии, кроме берега моря»: снятие запруд превращало реки в удобные транспортные артерии.
Статья 41 Хартии устанавливает: «Все купцы должны иметь право свободно и безопасно выезжать из Англии и въезжать в Англию, и пребывать, и ездить по Англии, как на суше, так и по воде, для того, чтобы покупать и продавать без всяких незаконных пошлин, уплачивая лишь старинные и справедливые, обычаем установленные пошлины, за исключением военного времени и если они будут из земли, воюющей против нас; и если также окажутся в нашей земле в начале войны, они должны быть задержаны без ущерба для их тела и имущества, пока мы или великий юстициарий наш не узнаем, как обращаются с купцами нашей земли, находящимися тогда в земле, воюющей против нас; и если наши там в безопасности, то и те другие должны быть в безопасности в нашей земле». Эта статья предоставляла как английским, так и иностранным купцам свободу передвижения в их торговых путешествиях, запрещала взимать с них сборы, не установленные обычаем, а также устанавливала принцип взаимности в предоставлении прав иностранным торговцам в период войны с их страной.
По своему содержанию к статье 41 примыкает статья 42, которая гласит: «Каждому пусть впредь будет позволено выезжать из нашего королевства и возвращаться в полной безопасности, по суше и по воде, лишь сохраняя верность нам; изъятие делается, в интересах общей пользы королевства, только для некоторого короткого времени в военное время; исключаются сидящие в заключении и поставленные, согласно закону королевства, вне закона, а также люди из земли, воюющей с нами, и купцы, с которыми надлежит поступать так, как сказано выше». Статья 42 действовала недолго и была исключена при подтверждении Хартии в 1225 году.

### О наследственном праве и опеке
Весьма значительное место в Хартии занимают вопросы наследования и опеки. Такое повышенное внимание объясняется, с одной стороны, стремлением ограничить злоупотребления короны, с другой — той ролью, которую играли правовые нормы о наследовании и опеке в феодальных отношениях.
В Хартии весьма обстоятельно определяется порядок освобождения наследственной массы от лежащих на ней долговых обязательств. При этом предусматривается различный порядок удовлетворения обязательств в пользу короля и в пользу других кредиторов. Порядок удовлетворения обязательств в пользу короля регулируется статьёй 26, которая гласит: «Если кто-либо, держащий от нас светский лен, умрёт, и шериф или бейлиф наш предъявит наш приказ об уплате долга, который умерший должен был нам, то пусть шериф или бейлиф наш наложит запрещение на движимое имущество умершего, найденное на светском лене, и составит ему опись в размере суммы этого долга, в присутствии полноправных людей, так, однако, чтобы ничего не было отчуждено из этого имущества, пока не будет уплачен нам долг, вполне выяснившийся; а остаток пусть будет оставлен душеприказчикам, чтобы они могли выполнить завещание умершего; а если ничего нам он не был должен, то вся движимость пусть будет оставлена за умершим, при чём должны быть обеспечены жене его и детям следуемые им части».
Положение иных кредиторов, кроме короля, было менее привилегированным. В статье 11 говорится следующее: «Если кто умрёт, оставшись должным евреям, жена его должна получить свою вдовью часть и ничего не обязана давать в уплату этого долга; и если у умершего остались дети несовершеннолетние, им должно быть обеспечено необходимое соответственно держанию умершего, а из остатка должен быть уплачен долг, но так, чтобы повинности, следуемые сеньорам [умершего], не потерпели при этом никакого ущерба; таким же образом надлежит поступать и с долгами другим, не евреям». На первый взгляд, в данной статье говорится о долге евреям, занимавшимся в средневековой Англии ростовщическими операциями, однако заключительная формулировка — «таким же образом надлежит поступать и с долгами другим, не евреям» — превращает данное правовое предписание в общую норму об ответственности наследников по всем долгам умершего, кроме долгов королю, порядок уплаты которых урегулирован статьёй 26. Статья 10 специально регулирует отношения наследников с кредиторами-евреями по поводу уплаты процентов: «Если кто возьмёт что-нибудь, больше или меньше, взаймы у евреев и умрёт раньше, чем этот долг будет уплачен, долг этот не будет давать процентов, пока наследник [умершего] будет несовершеннолетен, от кого бы он ни держал [свою землю], и если долг этот попадёт в наши руки, мы взыщем только то имущество, которое значится в долговом обязательстве».
В статьях 2—6 речь идёт о наследовании после графов или баронов или после других непосредственных держателей короля; в силу статьи 60 действие этих статей распространялось также и на рыцарей, державших от графа или барона. Статья 2 перечисляет прямых держателей короны и называет точные размеры рельефа. Статья 3 освобождает от уплаты рельефа и пошлины несовершеннолетнего наследника, находящегося под опекой. Статья 4 открывается следующим положением: «Опекун земли этого наследника, который несовершеннолетен, должен брать с земли наследника только умеренные доходы и умеренные обычные платежи и умеренные повинности, и при этом не нанося ущерба и разорения ни людям, ни вещам»; этой же статьёй подробно урегулирована ответственность опекуна. Статьёй 5 на опекуна возложена обязанность передать наследнику хозяйство в исправном виде. Согласно статье 6 «наследники будут вступать в брак так, чтобы не было неравного брака, и таким при том образом, чтобы до заключения брака об этом доводилось до сведения близких из кровных родственников самого наследника»; эта норма направлена против распространённого злоупотребления королём своим правом опеки, при котором он принуждал баронов к неравным и иным экономическим невыгодным для них брачным союзам. Против некоторых злоупотреблений королём правом опеки была направлена статья 37, в которой король обязывался не вторгаться в права законных опекунов по отдельным видам свободного держания.
Отдельная группа норм (статьи 7 и 8) касаются вопросов наследования и опеки над вдовой держателя. Статья 7 признаёт законными наследниками не только детей, но и пережившего супруга: «Вдова после смерти мужа своего немедленно же и без всяких затруднений пусть получает приданое и своё наследство и пусть ничего не платит за свою вдовью часть или за своё приданое, или за своё наследство, каковым наследством муж её и сама она владели в день смерти мужа, и пусть остаётся в доме своего мужа в течение сорока дней после смерти его, в течение которых ей будет выделена её вдовья часть». Согласно статье 8 «никакая вдова не должна быть принуждаема к браку, пока желает жить без мужа, так, однако, чтобы представила ручательство, что не выйдет замуж без нашего согласия, если она от нас держит, или без согласия своего сеньора, от которого она держит, если она от кого-либо другого [а не от нас] держит».

### Временные положения
Тринадцать статей Великой хартии вольностей имели характер вре́менных положений. Отдельные нормы фиксировали конкретные обязательства Иоанна Безземельного. Кроме того, временный характер носили статьи, предусматривающие экстраординарные процедуры, направленные на восстановление нарушенных королём прав.
К числу статей Хартии, содержавших конкретные обязательства короля, относится статья 50, где говорилось об отстранении от должностей ряда иностранцев и их родственников. Об иноземцах говорится также в статье 51: «И немедленно же после восстановления мира удалим из королевства всех иноземных рыцарей, стрелков, сержантов, наёмников, которые прибыли с лошадьми и оружием во вред королевству». В данных статьях предположительно речь идёт о наёмных войсках и их предводителях, которые прибыли с Иоанном в Англию.
Обязательствам короля посвящены также статьи 49 и 58, касающиеся заложников. Согласно статье 49 «всех заложников и [все] грамоты, которые были выданы нам англичанами в обеспечение мира или верной службы, мы немедленно возвратим». Статья 58 касается заложников из Уэльса: «Мы возвратим сына Левелина немедленно же, а также всех уэльских заложников и грамоты, которые были выданы нам в обеспечение мира». Отношения с шотландцами урегулированы не только по вопросу о заложниках: в соответствии со статьёй 59 «Мы поступим с Александром, королём шотландцев, относительно возвращения его сестёр и заложников и относительно вольностей их и их права в согласии с тем способом, каким мы поступим с другими нашими английскими баронами, если только не должно быть поступлено [с ним] иначе в силу грамот, которые мы имеем от его отца Вильгельма, некогда короля шотландцев; и это будет сделано по приговору их пэров в курии нашей».
Краткий срок действия характерен и для статьи 62, провозглашавшей амнистию участникам событий 1214—1215 годов: «И всякое зложелательство, ненависть и злобу, возникшие между нами и вассалами (homines) нашими, клириками и мирянами, со времени раздора, мы всем отпускаем и прощаем. Кроме того, все правонарушения, совершенные по поводу этого раздора от Пасхи года царствования нашего шестнадцатого до восстановления мира, мы вполне всем отпускаем, клирикам и мирянам, и, сколько нас это касается, вполне прощаем».
Королю пришлось уступить по вопросу о королевских лесах и реках: «Все леса, которые стали заповедными королевскими лесами при нас, немедленно же должны перестать быть ими; так же надлежит поступать и с реками, которые были объявлены нами заповедными» (статья 47). Последующая статья 48 говорит об отмене дурных обычаев, связанных с королевскими лесами; в этих целях предусматривается, что дурные обычаи незамедлительно «должны быть подвергнуты расследованию в каждом графстве через посредство двенадцати присяжных рыцарей из того же графства, которые должны быть избраны честными людьми того же графства, и в течение сорока дней после того, как будет произведено расследование, должны быть ими совершенно уничтожены, чтобы больше никогда не возобновляться, так, однако, чтобы мы предварительно об этом были уведомлены или наш юстициарий, если мы не будем находиться в Англии». Один из таких дурных обычаев, связанный с судопроизводством, прямо отменялся статьёй 44, гласившей: «Люди, которые живут за пределами лесного округа, впредь не должны являться перед нашими лесными судьями в силу общих приглашений, если они не являются стороной в деле или поручителями кого-либо из тех, которые привлечены к суду по лесным делам».
Статьи 52, 53, 55, 57 посвящены процедуре восстановления прав, нарушенных королём Иоанном и его предшественниками — Генрихом II и Ричардом I (возвращение несправедливо изъятых земель, замков, восстановление нарушенных вольностей и прав; снятие с лесов статуса заповедных; отмена практики королевской опеки над землями, входящими в состав чужого феода и др.); в ряде случаев предполагается участие в рассмотрении дела комитета 25 баронов, избрание которых предусматривалось статьёй 61. Типичной для этой группы статей стала статья 52, где говорилось: «Если кто был лишен нами, без законного приговора своих пэров, [своих] земель, [своих] замков, [своих] вольностей или своего права, мы немедленно же вернём ему их; и если об этом возникла тяжба, пусть будет решена она по приговору двадцати пяти баронов, о которых сделано упоминание ниже, где идёт речь о гарантии мира; относительно же всего того, чего кто-либо был лишен без законного приговора своих пэров королём Генрихом, отцом нашим, или королём Ричардом, братом нашим, и что находится в наших руках или чем другие владеют под нашим обеспечением, мы получим отсрочку до конца обычного срока принявших крест; исключение составляет то, о чём уже начата тяжба или уже произведено расследование по нашему повелению перед принятием нами креста; когда же мы вернёмся из нашего паломничества или, если случится, что воздержимся от нашего паломничества, мы немедленно же окажем относительно этого полную справедливость». В статье 55 речь идёт о пошлинах и штрафах, «уплаченных несправедливо и против закона страны»; в отношении незаконных сборов предполагалось три варианта — «полное забвение», решение комитета 25 баронов или решение большинства в комитете 25 баронов совместно с архиепископом Стефаном Лэнгтоном. Статьи 56 и 57 вновь касались Уэльса и регулировали восстановление прав уэльских держателей.

## Политическая борьба в Англии в XIII веке и новые редакции Великой хартии вольностей

### Редакции 1216 и 1217 годов
Великая хартия вольностей в первоначальной редакции оставалась действующим правом всего несколько месяцев. Издав Хартию и вернув себе относительный контроль над королевством, Иоанн решил устранить установленные Хартией ограничения своей власти. С этой целью английский король обратился с жалобой к папе Иннокентию III, считавшемуся его сеньором. Папа, раздражённый тем, что вопрос, подлежавший его компетенции сюзерена, был разрешён вооружённым восстанием, объявил Хартию не имеющей силу и освободил короля от присяги соблюдать её; в специальной булле, изданной 24 августа 1215 года, он охарактеризовал Хартию как несправедливый, противозаконный и позорный договор. Архиепископ Кентерберийский Стефан Лэнгтон, деятельно способствовавший принятию Хартии, был отстранён от своих обязанностей, а Иоанн с наёмным войском вступил с баронами в военный конфликт, получивший название Первой баронской войны. Королю сопутствовал успех, и положение баронов было столь безнадёжным, что они предложили английскую корону сыну французского короля Филиппа Августа, будущему Людовику VIII. Ситуацию изменила лишь смерть Иоанна Безземельного в октябре 1216 года: английский престол унаследовал 8-летний сын Иоанна Генрих III, а во главе государства стал опекун короля и регент Уильям Маршал, 1-й граф Пембрук, издавший 19 ноября 1216 года новую редакцию Великой хартии вольностей.
Великая хартия вольностей в редакции 1216 года значительно короче Хартии 1215 года. Так же, как и последняя, она не разделена на статьи; в научном издании 1965 года её текст разбит на 34 статьи. Из Хартии 1215 года исключены почти все статьи временного характера (статьи, фиксирующие конкретные обязательства короны, и статьи, предусматривающие экстраординарные процедуры, направленные на восстановление нарушенных королём прав). Исключение было сделано для статьи 44 (статья 31 новой редакции) и статьи 56 (статья 34 новой редакции). Кроме того, в Хартии сохранилась заимствованная из второй части статьи 52 Хартии 1215 года оговорка о том, что процедура восстановления нарушенных королём прав может быть прервана, если король отправится в крестовый поход. Из четырёх так называемых конституционных статей (12, 14, 39 и 61) в Хартии 1216 года отменены три — 12, 14 и 61 (об общем совете королевства и комитете 25 баронов); это обстоятельство свидетельствует о начале борьбы с самостоятельностью баронов и усилении центральной власти. Кроме конституционных статей из Хартии 1215 года было исключено ещё несколько статей: статьи 10 и 11 (о долгах евреям), статья 15 (о порядке взимания пособия с вассалов в пользу крупного феодала), статья 19 (о порядке рассмотрения ассиз — судебных исков, оставшихся нерассмотренными в день собрания графства), статья 25 (о сдаче налогов на откуп), статья 27 (о наследовании после свободного человека, не оставившего завещания), статья 42 (о свободном выезде из королевства), статья 63 (заключительные положения).
Ряд статей был подвергнут редактированию. В частности, две статьи (1 и 6) были сокращены: из статьи 1 было исключено положение о свободе церковных выборов, статья 6 после сокращения приобрела следующий вид: «Наследники будут вступать в брак так, чтобы не было неравного брака». Была существенно расширена статья 3 о порядке получения наследства после достижения совершеннолетия лицом, находившимся под опекой. Были расширены права вдовы в отношении наследства и возможности повторного замужества. В статью 30 Хартии 1215 года, которая вошла в состав статьи 20 новой редакции, было включено положение о том, что шериф или бейлиф или кто-либо другой, взяв с согласия свободного человека его повозку, обязан заплатить: за повозку с двумя лошадьми — 10 динариев в день, за повозку с тремя лошадьми — 15 динариев в день. Была уточнена формулировка статьи 13 Хартии 1215 года (статья 9 новой редакции): перечень в тексте «кроме того, мы желаем и соизволяем, чтобы все другие города и бурги, и местечки, и порты имели все вольности и свободные свои обычаи» дополнен словами «и баронии пяти портов». В Хартию была включена новая статья 13, подчинившая исключительной подсудности Суда королевской скамьи дела по ассизе «de ultima presentatione» (межевые споры). Наконец, в текст Хартии были включены новая преамбула, составленная от имени Генриха III, и новые заключительные положения.
Хартия 1216 года издавалась в сложных политических условиях: всё ещё не было покончено с притязаниями на английскую корону сына французского короля, значительная часть баронов выступала против воцарения Генриха III. При издании Хартии указывалось, что её текст является пробным, а окончательный текст будет издан после успокоения страны. Такой окончательный текст был подготовлен в сентябре — ноябре 1217 года, после окончания Первой баронской войны; одновременно была издана Лесная хартия, в которую были включены некоторые нормы Великой хартии 1215 года и которая устанавливала границы заповедных королевских лесов. Из Хартии 1216 года была изъята статья 34 (соответствующая статье 56 Хартии 1215 года) и включены четыре новые статьи (16, 32, 35, 36), сохранившиеся в последующей редакции.

### Редакция 1225 года
11 февраля 1225 года, в девятый год правления Генриха III, был издан вновь пересмотренный текст Хартии. Главное отличие этого текста от текста 1217 года состоит в новой редакции заключительных постановлений. Здесь указывалось, в частности, что щитовые деньги будут взиматься в том размере, в каком они взимались при короле Генрихе II — деде нынешнего короля. В 1225 году это положение рассматривалось как ещё одно подтверждения снятия финансовых ограничений с короны, предусмотренных статьёй 12 Великой хартии вольностей 1215 года. Однако в дальнейшем оно сыграло важную роль в конституционной истории Англии. В XVII веке это положение было подвергнуто расширительному толкованию, приобрело совершенно противоположный смысл и послужило юридической основой для притязаний парламента в области установления налогообложения. Кроме того, при подготовке редакции 1225 года в некоторые статьи Хартии были внесены дополнения. Английские юристы придают редакции 1225 года весьма большое значение: как отмечается в Британской энциклопедии, «именно эта Великая хартия 9-го года правления Генриха III, а не её прообраз 1215 года, считается Magna Carta английского права в истории».
По своему содержанию и юридическому значению Хартия 1225 года существенно отличается от Хартии Иоанна Безземельного. Из её текста были полностью исключены статьи временного характера, связанные с конкретными обстоятельствами правления Иоанна; отныне все её статьи имели нормативный характер. Отмена статей 12, 14 и 61 Хартии 1215 года привела к тому, что новый документ в значительной степени перестал ограничивать королевскую власть. Новые нормы закрепили многие элементы сложившейся судебной системы (статьи 13, 35), урегулировали ряд вопросов, связанных с феодальной собственностью на землю (16, 32, 36). Многочисленные дополнения, внесённые в статьи, трактующие вопросы наследования, превратили Хартию в свод важнейших норм наследственного права (статьи 2—8, 26, 27, 31).
В отличие от аналогичной нормы Великой хартии 1215 года, статья 12 Хартии 1225 года касается только ассиз (судебных приказов) «о новом захвате» и «о смерти предшественника», ассиза «о последнем представлении на приход» здесь не упоминается. В соответствии со статьёй 12 король или верховный юстициарий должны посылать своих судей в графство для рассмотрения этих ассиз раз в год, а не четыре раза в год, как было установлено в 1215 году. Далее постановляется, как это было сделано в статье 19 Хартии 1215 года, что рассмотрение этих ассиз должно быть продолжено после дня собрания графства. Новым является положение о том, что в случае особой сложности дела оно должно быть переносимо в Суд королевской скамьи. Статья 12, а также статья 13, переносившая межевые споры в Суд королевской скамьи, расширяли подсудность королевского суда и тем самым снижали роль суда графства и сеньориальной юрисдикции. Сокращая количество судебных заседаний в графстве, на которых должны были присутствовать свободные люди, Хартия 1225 года шла навстречу пожеланиям мелких земельных собственников, для которых явка на суд была весьма обременительной.
Наиболее обширно добавление, составившее статью 35 Хартии 1225 года. В первой части статьи определяются сроки созыва суда графства и шерифской сессии в сотне. Здесь говорится: «Ни один суд в графстве не должен собираться чаще, чем раз в месяц, а в тех графствах, где это делается реже, пусть так и останется; ни один шериф или его бейлиф не должен использовать свою очередь в сотне чаще чем два раза в год и не в любом, а только в должном месте, одном и том же всегда, один раз после пасхи и другой после Михайлова дня». Вторая часть статьи 35 была посвящена процедуре фрикпледж (англ. view of freek pledge), связанной с задержкой выплаты долгов и другими нарушениями доверия. Виновному может быть отпущен год поручительства, при этом поручитель брал обязательство в случае неуплаты долга явиться в суд. Поручителями могли быть члены семьи должника, глава гильдии, к которой принадлежал должник, или десять свободных людей; за установленную плату шериф проверял и утверждал запись о поручительстве. В статье 35 устанавливается, что указанная процедура должна проводиться «на праздник св. Михаила, чтобы каждый человек мог пользоваться своими правами, которые у него были во времена Генриха, нашего деда, или приобретены с тех пор; поручительство должно быть сделано так, чтобы сохранить наш мир… Шериф не должен искать поводов к увеличению своих доходов, а быть довольным тем, чем довольствовался шериф во времена короля Генриха, нашего деда».
Статьи 32 и 36 Хартии 1225 года регулировали некоторые вопросы передачи земельных держаний. Согласно статье 32 ограничивалось право свободного человека продавать или передавать в лен свою землю. Отчуждение или передача допускались лишь при условии, что оставшейся земли хватит для отправления службы в пользу лорда лена. Данная статья ограничивает право вассала создавать новое звено в цепи феодальных отношений, передавая часть земли новому владельцу как своему вассалу (субинфеодация). Статья 36 устанавливала: «Отныне противозаконным будет отчуждать землю какому-либо религиозному братству и брать землю во владение от того же братства. Противозаконным будет также, если какое-либо религиозное братство будет брать землю у кого-либо и сдавать эту землю в аренду тому, у кого её получило. Если кто-либо отдаст свою землю какому-либо религиозному братству, то после судебного разбирательства подарок будет признан ничтожным и земля перейдет к лорду лена».
Статья 16 Хартии 1225 года ограничивала право defensum. Используя это право, король возводил барьеры вдоль русла рек, создавая для себя новые охотничьи угодья. Право defensum было обременительно для владельцев прибрежных лугов, так как такие луга переставали затопляться во время весеннего разлива рек и их урожайность снижалась. Ограничивая право defensum, статья 16 устанавливает: «Никакие берега рек не будут защищаться, кроме защищенных при короле Генрихе, нашем деде».

### Политическая борьба в годы правления Генриха III. Оксфордские провизии
Ревизии текста Великой хартии вольностей, проведённые в 1216, 1217 и 1225 годах показывают, что Хартия в значительной степени потеряла характер документа, ограничивающего власть короля. Однако социальные слои, добившиеся в 1215 году принятия Хартии, сохраняли своё влияние в стране и не желали мириться с подобным пересмотром, поэтому на протяжении XIII века продолжалась их борьба за восстановление первоначального текста Хартии. Главные этапы этой борьбы приходятся на годы правления Генриха III.
Политика, проводимая Генрихом III, вызывала в английском общество недовольство. В частности, отличавшийся расточительностью король постоянно взимал со своих вассалов большие суммы денег. Находившийся под влиянием своей жены-француженки, Генрих покровительствовал иностранцам-французам, раздавая им земли и назначая на крупные государственные посты. Кроме того, негодование вызывали и притязания римской церкви: папа Григорий IX, осуществляя своё право суверена в отношении духовенства, требовал у английской церкви десятую часть её движимого имущества, а самые доходные церковные должности предоставлялись итальянским священникам.
Представители английской знати неоднократно выражали раздражение по поводу королевской политики. В 1233 году бароны, вызванные на совет в Оксфорде, отказались явиться и письменно потребовали у Генриха III отставки его иностранных советников; после отказа сделать это группа баронов во главе с Ричардом Маршалом подняла мятеж, вынудив короля в марте 1234 года выслать из королевства некоторых иностранцев. В 1237 году бароны вновь потребовали от короля обещания выгнать особенно ненавистных иностранных советников и только на этом условии обещали дать согласие на очередную субсидию. Поскольку Генрих не выполнил обещание, в 1240 году бароны вновь повторили это требование. В 1244 году королю было предъявлено требование, чтобы баронам было разрешено по их воле выбирать юстициария, канцлера и казначея королевства. Начиная с 1232 года центром баронской оппозиции становится так называемый Великий совет — собрание английских феодалов и представителей церкви, созывавшееся королём 2—3 раза в год; в коалицию недовольных помимо баронов вошли также рыцари, верхушка фригольдеров, горожане и часть английского духовенства.
В 1257 году Генрих III позволил папе уговорить себя принять сицилийскую корону для своего сына Эдмунда. Для этого требовалось отвоевать Сицилию у Гогенштауфенов, и для обсуждения вопроса о получении средств на ведение войны в 1258 году было созван Великий совет, впоследствии ставший известным как Оксфордский парламент или Бешеный парламент. Генрих потребовал у баронов третью часть доходов всей Англии, однако бароны решительно отказали королю и объявили, что больше не будут терпеть его произвол и злоупотребления. Явившись на третье заседание 11 июня 1258 года в Оксфорде, бароны подали королю петицию, состоявшую из 29 статей; петиция содержала требования изгнать из Англии чужеземцев и прекратить злоупотребления королевских чиновников, а также ряд экономических требований баронов (9 статей), рыцарей и фригольдеров (6 статей) и городов (3 статьи). Образованная парламентом комиссия из 24 баронов составила так называемые Оксфордские провизии — документ, направленный на ограничение власти короны.
Оксфордские провизии устанавливали, что при короле должен быть организован совет 15, которые будут иметь право давать королю советы относительно управления государством и под контролем которых будет находиться верховный юстициарий и другие должностные лица. Совет 15 избирается комитетом 24-х баронов путём сложной процедуры — 12 членов комитета, принадлежащие к баронам, избирают двоих из остальных двенадцати (представителей короля), эти последние в свою очередь избирают двоих из представителей баронов и составившийся в результате комитет четырёх выбирает членов совета 15, утверждаемых комитетом 24-х. Три раза в год для обсуждения государственных и королевских нужд собирается парламент, который в экстренных случаях может также созываться королём. Парламент состоит из 27 членов — совета 15 и из двенадцати членов, избираемых «общиной»; эти двенадцать выборных решают общие дела страны и их решения обязательны для всей общины. Согласно Оксфордским провизиям также было постановлено об избрании в каждом графстве четырёх рыцарей, обязанных принимать жалобы на действия должностных лиц и возбуждать преследование против них в суде юстициария, о передаче королевских замков из рук чужеземцев англичанам, о подчинении высших сановников (юстициария, канцлера и казначея) королевскому совету, о запрещении взяток и вымогательств. Отдельно подчеркивалось, что Великая хартия вольностей «должна быть крепко соблюдена».
20 октября 1258 года Генрих III издал прокламацию, которой подтверждал положения Оксфордских провизий. Однако, воспользовавшись разногласиями между своими противниками (в частности, в 1259 году произошла демонстрация представителей рыцарей, горожан и фригольдеров, недовольных тем, что Оксфордские провизии не предусматривали достаточных гарантий их прав), в 1262 году король получил у папы римского буллу, освобождавшую его от обязательства соблюдать провизии. В 1264 году между Генрихом и баронами под предводительством Симона де Монфора началась Вторая баронская война. В ходе войны король попал в плен и 14 марта 1265 года был вынужден подтвердить Великую хартию вольностей. Однако война окончилась победой сторонников короля. 31 октября 1266 года Генрих издал ордонанс, известный как Кенилвортский приговор, представлявший собой условия мирного договора и восстанавливавший короля во всей полноте его власти.

### Подтверждение 1297 года
В 1294 году король Эдуард I оказался втянутым в войну с Францией; одновременно перед ним стояла задача удержать только что покорённый Уэльс. 24 февраля 1297 года король созвал в Солсбери собрание светских баронов, на котором предложил им отправиться воевать во Францию, однако никто из баронов не выразил желания следовать этому предложению. Между королём и главами баронов — Роджером Биго и Хамфри де Богуном — возник спор, и собрание окончилось ничем.
С целью изыскания средств для ведения военных действий Эдуард издал приказ об изъятии по всей стране денег («восьмая деньга»), шерсти, мяса и других продуктов без согласия парламента. В августе королю была подана петиция от имени всех английских сословий, в которой указывалось на недопустимость произвольных налогов, пособий и захватов, нарушение королевскими чиновниками положений Великой и Лесной хартий и содержалась просьба к королю исправить эти нарушения. Эдуард отказался дать ответ на эту петицию, сославшись на то, что он не может сделать этого без своего совета, часть которого в это время находилась во Фландрии. Узнав от этом, 22 августа Биго и Богун в сопровождении других баронов явились в Палату шахматной доски, выразили протест против захвата шерсти и потребовали от баронов казначейства послать шерифам приказ приостановить сбор с населения «восьмой деньги» как незаконный, до тех пор, пока не будут подтверждены хартии. К баронам присоединились лондонские горожане.
Эдуард I был вынужден пойти навстречу требованиям общества и созвать парламент. В парламенте представители графов и баронов потребовали от короля подтверждения Великой хартии вольностей и дополнения её новыми статьями, основанными на ранее поданной королю петиции. Посоветовавшись со своими советниками, принц Эдуард (будущий Эдуард II) 10 октября подтвердил Великую и Лесную хартии, утвердил новые статьи Великой хартии и отправил их своему отцу. 5 ноября король совершил так называемое Подтверждение хартий.
Текст Подтверждения Эдуардом Великой и Лесной хартий дошёл до нас в двух версиях — французской (7 статей) и латинской (6 статей); последняя получила название «Статута о неналожении податей» (лат. Statutum de tallagio non concedendo). В первой статье французского текста Эдуард I обязался неукоснительно соблюдать все статьи Великой хартии вольностей и Лесной хартии. Те акты, которые противоречили Великой хартии, отменялись и объявлялись недействительными (статья II). Денежные и другие взимания должны были производиться с общего согласия всего королевства (статья VI). Если статьи французской версии утверждали старые хартии и отвергали их противоречивые разделы, то первая статья латинской версии буквально повторяла содержание статей 12 и 14 Великой хартии вольностей. Таким образом, фактически устанавливалось, что никакой налог или пособие не должно было впредь налагаться в королевстве без согласия парламента.
Статья VI французского текста Подтверждения оставляла парламенту столько прав в сфере установления налогов, сколько он имел на практике: его согласие было необходимо только для налогов, не относящихся к древним пособиям (к числу последних относились талья и щитовые деньги). В статье VII французской версии король, признав несправедливость повышения пошлин в 1295 году, обещал не производить самовольного изменения ввозных и вывозных пошлин и взимать лишь пошлины, утверждённые в 1275 году. Однако вопрос о том, кто должен разрешать повышение пошлин, оставался неясным: в статье речь шла не о парламенте, а лишь о «большей части общины королевства», которая и должна была давать такое согласие.
Одновременно с подтверждением хартий Эдуард I в том же 1297 году издал текст Великой хартии вольностей в редакции 1225 года, в котором отсутствовали воспроизведённые в Подтверждении статьи 12 и 14.

## Великая хартия вольностей в английском праве

### Великая хартия вольностей в XIV—XVII веках
В XIV веке положения Великой хартии вольностей стали обретать новый смысл благодаря королевскому законодательству. В частности, в период правления Эдуарда III, проводившего политику укрепления судебной системы страны, был издан ряд статутов, в той или иной степени использовавших институты Хартии. Так, требование суда «по законам страны» в статуте 1354 года приобрело смысл надлежащей правовой процедуры, означавшей начало судебного разбирательства на основе судебного приказа или по решению обвинительного жюри присяжных. Статут 1369 года установил, что Хартия «должна соблюдаться во всех своих статьях, и если какой-нибудь статут будет издан в её нарушение, он должен считаться не имеющим силы». Тем не менее, в XIV—XVI веках в связи с утверждением английского абсолютизма с его судебным произволом и деятельностью чрезвычайных судов (Высокой комиссии, Звёздной палаты и др.) Хартия так и не стала эффективно действующим правовым инструментом.
В конце XVI—XVII веках постепенно начинает формироваться парламентская оппозиция абсолютной королевской власти. В 1587 году член Палаты общин Уэнтворт позволил себе заявить, что законодательная власть должна принадлежать исключительно парламенту. В 1591 году пятнадцать судей обратились к лорду-канцлеру и лорду-казначею с декларацией, осуждающей практику внесудебного тюремного заключения. Кроме того, на стороне парламента стали выступать ряд крупных юристов и судей, которые в качестве теоретического обоснования ограничения абсолютной власти короля стали обращаться в том числе к Великой хартии вольностей. В частности, главный судья Англии и Уэльса Эдвард Кок в своих отчётах о рассматриваемых делах (англ. reports) и основополагающем труде «Институции английского права» последовательно проводил идею верховенства общего права, которое он рассматривал как сложившуюся систему, получившую отражение в системе прецедентов и древних хартий. По мнению Кока, всякий статут, противоречащий древним хартиям, является недействительным; исходя из этого, он утверждал, что король связан положениями общего права и не может изменять их в силу своей прерогативы. На Великую хартию вольностей ссылались также Джон Элиот, отстаивавший недопустимость введения налогов без согласия парламента, и Джон Селден.
С начала XVII века Великая хартия все чаще используется в качестве аргумента в политической борьбе. Так, в июне 1604 года члены Палаты общин составили документ, обращенный к королю Якову I и получивший название «Апологии Палаты общин». В нём заявлялось, что король «неправильно осведомлен» о том, какими должны быть взаимоотношения короны и парламента. Король не имеет абсолютной власти, законодательную власть он делит с парламентом. «Великое заблуждение думать, что привилегии парламента, в частности привилегии общин Англии, принадлежат ему по королевской милости, а не по праву. Мы получили эти привилегии в наследство от наших предков так же, как мы получили от них наши земли и всякое другое имущество, которым мы владеем», — говорилось в «Апологии» Подкрепляя свои утверждения ссылками на феодальную Великую хартию вольностей, авторы «Апологии» распространяли её действие на новые слои английского общества — буржуазию и новое дворянство — джентри. Как отмечали В. М. Лавровский и М. А. Барг, «Апология» рассматривала права и вольности англичан «не в качестве временной уступки со стороны короны, но в качестве законного, прирождённого права, вытекающего из Великой хартии вольностей и других статутов королевства, принятых парламентом, внесенных в его протоколы и получивших согласие короля».

### Петиция о праве 1628 года
Великая хартия вольностей постоянно привлекала внимание оппозиции, однако особенно широкие масштабы обращения к ней приобрели в связи с делом Дорнелла (или «Делом пяти рыцарей»), рассматривавшимся в 1627 году. За год до этого король Карл I, не сумев получить необходимые ему субсидии от парламента, разогнал парламент и объявил принудительный заем. Томас Дорнелл и четверо других рыцарей отказались внести установленную сумму и были заключены по специальному королевскому приказу в тюрьму. Главное внимание в ходе судебного разбирательства уделялось вопросу: «Может ли человек быть законно заключен в тюрьму только по приказу короля?». Адвокаты, оспаривая законность такого приказа, ссылались на Великую хартию вольностей. В частности, Джон Селден ссылался на статью 29 Хартии 1225 года и доказывал, что употребленное в ней выражение «по закону страны» (лат. per legem terrae) не имеет ничего общего с выражением «по специальному распоряжению» (лат. per speciale mandatum), которое следует применять к королевскому приказу. Доводы адвокатов были отклонены судом и обвиняемые не были освобождены.
Хартия все чаще стала упоминаться в ходе парламентских прений. В одном из своих выступлений Эдвард Кок заявил: «Великая хартия — это такой парень, которому не будет равных». Другой участник прений утверждал: «Без сомнения — суть, назначение и цель Великой хартии — преобразовать королевскую власть в законную власть в вопросах, касающихся тюремного заключения, иначе она не стоила бы всех споров вокруг неё». В 1628 году Карл I, открывая заседание парламента, заявил, что готов забыть провинности предыдущего парламента, если депутаты выделят необходимые средства на военные расходы. Отвечая королю, лидеры оппозиции говорили об опасности, которой подвергаются права и свободы англичан, причём в центре их внимания оказалось дело Дорнелла. Большинство выступавших в палате общин соглашались с мнением Селдена, выдвинутым в ходе защиты по этому делу. В ходе прений Эдвард Кок обратился к анализу конституционных традиций, сложившихся со времен принятия Великой хартии вольностей, и заявил, что король должен дать письменный ответ на парламентскую петицию. Палата согласилась с оратором и приняла решение подать королю документ, получивший название Петиции о праве.
Петиция о праве состояла из 11 статей. Первая статья напоминала о законе Эдуарда I, которым ещё в XIII веке было установлено, что никакие налоги не могут быть введены без согласия парламента, и о законе Эдуарда III о том что никакие займы и взносы не должны уплачиваться короне, если они не разрешены в законном порядке. Во второй статье говорилось, что вопреки закону за последнее время часто были устанавливаемы налоги, не разрешённые парламентом. В третьей и четвёртой статьях напоминалось, что по Великой хартии вольностей «ни один свободный человек не может быть схвачен, заключен в тюрьму, лишен своей земли или вольностей, поставлен вне закона, изгнан или утеснен каким-либо иным образом иначе, как по законному приговору равных ему или по закону страны» и что по закону Эдуарда III никто не может быть наказываем, «не будучи привлечен к ответственности в законном порядке судопроизводства». В пятой статье говорилось о недопустимости тюремного заключения без указания причины; при этом делалась отсылка на статуты, названные в предыдущих статьях, что подразумевало и Великую хартию. В статьях 6—9 объявлялись незаконными постои солдат и матросов у населения, объявлявшееся королём военное положение, многочисленные смертные приговоры, вынесенные с нарушением законов, безнаказанность преступников; в статье 7 вновь давалась ссылка на Великую хартию вольностей. В статьях 10 и 11 резюмировалось содержание предыдущих статей и заключалась просьба к королю прекратить перечисленные нарушения.
Карл I пытался уклониться от утверждения Петиции и дал устное обещание соблюдать Великую хартию вольностей и другие статуты, однако встретил упорное противодействие парламента и 17 июля 1628 года был вынужден утвердить документ. Хотя позже король опубликовал Петицию о праве вместе с декларацией, в которой давал Петиции выгодное для себя толкование, в общественном мнении прочно утвердилось представление о том, что Петиция — это прежде всего подтверждение Великой хартии вольностей. Так, Джон Лилбёрн называл Петицию декларацией справедливости, которая «действительно передаёт истинный смысл и дух Великой хартии вольностей».

### Великая хартия вольностей в период Английской революции и Реставрации Стюартов
Одним из первых нормативных актов Английской революции стал Акт об упорядочении Тайного совета и об упразднении суда, обыкновенно называемого «Звездной палатой», принятый 5 июля 1641 года. В Акте цитируются Великая хартия вольностей, статуты Эдуарда III, упоминается Петиция о праве 1628 года. Опираясь на указанные документы, парламент подтвердил, что никто не может быть принужден к ответственности иначе, как по суду с соблюдением процедур, установленных древними законами страны. 22 ноября 1641 года парламент принял весьма радикальный документ — Великую Ремонстрацию, в которой перечислялись злоупотребления короля и намечалась всесторонняя программа реформ; авторы Ремонстрации объясняли свои действия тем, что они стоят на страже исконных прав и вольностей англичан, зафиксированных в древних актах. Аграрное законодательство Английской революции (прежде всего акты парламента от 24 февраля 1646 года и от 27 ноября 1656 года) ликвидировало рыцарские держания; тем самым фактически были отменены статьи 2—6, 10, 24, 27, 31 Великой хартии вольностей 1225 года. Тем не менее все они, кроме статьи 10, формально считались действующими до 1863 года, а статья 10 была отменена только в 1948 году. Принятый парламентом в эпоху Реставрации Стюартов Акт о лучшем обеспечении свободы подданного и предупреждении заточений за морями (Habeas Corpus Act) 1679 года содержал гарантии предотвращения незаконного тюремного заключения путём выдачи приказа habeas corpus и тем самым развивал гарантии личной свободы и надлежащей судебной процедуры, предоставленные статьями 36 и 39 Хартии 1215 года.

### Великая хартия вольностей в современном английском праве
Текст Великой хартии вольностей оставался относительно стабильным довольно долгое время; при позднейших подтверждениях в него вносились лишь редакционные изменения. Хотя ещё в период революции были фактически отменены статьи, связанные с феодальными правами короны и рыцарскими держаниями, а ряд статей находился в известном противоречии с действовавшим законодательством, английские парламентарии и юристы следовали принципу, который в эпоху Реставрации сформулировал главный судья Суда общих тяжб Мэтью Хэйл: «Право само знает, как достигать совершенства мудрости, и любое предложение о радикальном законодательстве приняло бы вид, дискредитированный тиранией пуританского цезаря».
Первый толчок пересмотру текста Хартии дал Роберт Пиль, в 1822 году ставший министром внутренних дел. В 1826—1832 годах он добился издания четырёх консолидированных актов по вопросам уголовного права и ряда актов о ревизии законодательства, отменивших около 300 устаревших статутов; в результате реформы статутом 1828 года была отменена статья 26 Хартии в редакции 1225 года (или статья 36 в редакции 1215 года). Однако масштабная ревизия Хартии была осуществлена только сорок лет спустя: Актом о пересмотре статутного права 1863 года было отменено 16 статей Великой хартии в редакции 1225 года (2—6, 13, 19—21, 24, 27, 28, 31, 33, 34, 36) и частично отменена статья 37. Большая часть отмененных статей регулировала феодальные отношения. Статья 36, запрещавшая отчуждать землю какому-либо религиозному братству или брать землю во владение того же братства, частично противоречила актам 1735 и 1736 годов. Вопросы подсудности, которым была посвящена статья 13, практически регулировались актом 1833 года. Остальные статьи были призваны регулировать давно исчезнувшие отношения и отличались крайней архаичностью содержания. В частности, статьи 19—21 запрещали королевским чиновникам забирать имущество без соответствующей оплаты, определяли таксу за пользование лошадьми и повозками в ценах XIII века, запрещали принуждать рыцаря к уплате денег взамен добровольной охраны замка. Статья 28 устанавливала порядок привлечения к суду с применением ордалий, статья 34 запрещала подвергать аресту или тюремному заключению по жалобе женщины.
Актом об отмене актов по вопросам регулирования гражданского процесса 1879 года были отменены статья 11 Хартии 1225 года (или статья 17 Хартии 1215 года) и статья 12 Хартии 1225 года (определявшая порядок рассмотрения дел о новом захвате и смерти предшественника). Актом о шерифах 1887 года была отменена статья 35 Хартии 1225 года, запрещавшая шерифам и бейлифам «использовать свою очередь в сотне чаще, чем два раза в год». Актом о пересмотре статутного права 1887 года и Актом о пересмотре статутного права 1892 года были отменены соответственно статья 32 («отныне ни один свободный человек не может отчуждать часть своей земли задаром или на выгодных условиях без того, чтобы оставшейся земли хватило для отправления службы в пользу лорда лена») и статья 17 («ни шериф, ни констебль, ни коронеры, ни бейлифы, ни другие чиновники наши не должны разбирать дел, подсудных нашей короне»). Все названные пять статей Хартии настолько очевидно устарели, что их отмена была одобрена парламентом без замечаний.
В 1925 году в связи с изданием Акта об освобождении от обременений наследства были частично отменены статья 7, определявшая порядок ввода в наследство жены после смерти мужа, и статья 18, определявшая порядок обеспечения интересов кредиторов после открытия наследства; окончательно статья 18 была отменена с изданием Акта о королевском судопроизводстве 1947 года. Акт о пересмотре статутного права 1948 года отменил устаревшие статью 10 (запрет несения излишней службы за рыцарский лен) и статью 22 (обещание короля не удерживать у себя земель обвиняемых в тяжких преступлениях); одновременно была отменена статья 25 (общие для королевства единицы мер и весов).
В 1966 году Юридической комиссией Англии и Уэльса был подготовлен акт об изменениях в уголовном праве, который предусматривал полную или частичную отмену ряда устаревших статутов, в том числе статьи 14 Хартии 1225 года о штрафах, восходившей к статьям 20—22 Хартии 1215 года; статья 14 была отменена Актом об уголовном праве 1967 года. В 1963—1969 годах широкому обсуждению был подвергнут вопрос о сохранении статьи 9, касавшейся привилегий Лондона; в конечном счете парламент высказался за сохранение этой статьи.
В мае 1969 года Юридическая комиссия внесла в парламент законопроект, предусматривавший, в частности, отмену всех статей Хартии 1225 года, за исключением статьи 9 (права Лондона) и статьи 29 (недопустимость ареста, заключения в тюрьму, лишения прав свободного человека, а также недопустимость отказа «в суде и справедливости»). Объединённый комитет палаты лордов и палаты общин высказался против столь радикального подхода к Великой хартии вольностей и предложил сохранить не только статьи 9 и 29, но и статьи 1 (где говорилось о свободе церкви и утверждении королём «нижеописанных вольностей») и 37 (распространение пожалованных вольностей на всех подданных и лиц, зависящих от непосредственных держателей короля). В ходе прений в объединённом комитете подчеркивалось, что наличие статей 1 и 37 необходимо, чтобы не нарушать структуру Хартии. Парламент согласился с мнением комитета. Принятый им Акт об отмене статутов 1969 года признал утратившими силу статьи 7, 8, 15, 16, 23 и 30 Хартии. Статьи 1, 9, 29 и 37 Хартии 1225 года, восходящие к статьям 1, 13, 39, 40 и 60 Великой хартии вольностей 1215 года, продолжают действовать до настоящего времени.